# Politique étrangère de Taïwan

Relations diplomatiques entre la république de Chine et les autres États du monde aujourd'hui
République de Chine (RdC, Taïwan)
République populaire de Chine (RPC)
Pays reconnaissant la RPC en tant que gouvernement légitime de la Chine
Pays reconnaissant la RPC en tant que gouvernement légitime de la Chine, mais entretenant des relations de facto avec la RdC
Pays reconnaissant la RdC en tant que gouvernement légitime de la Chine

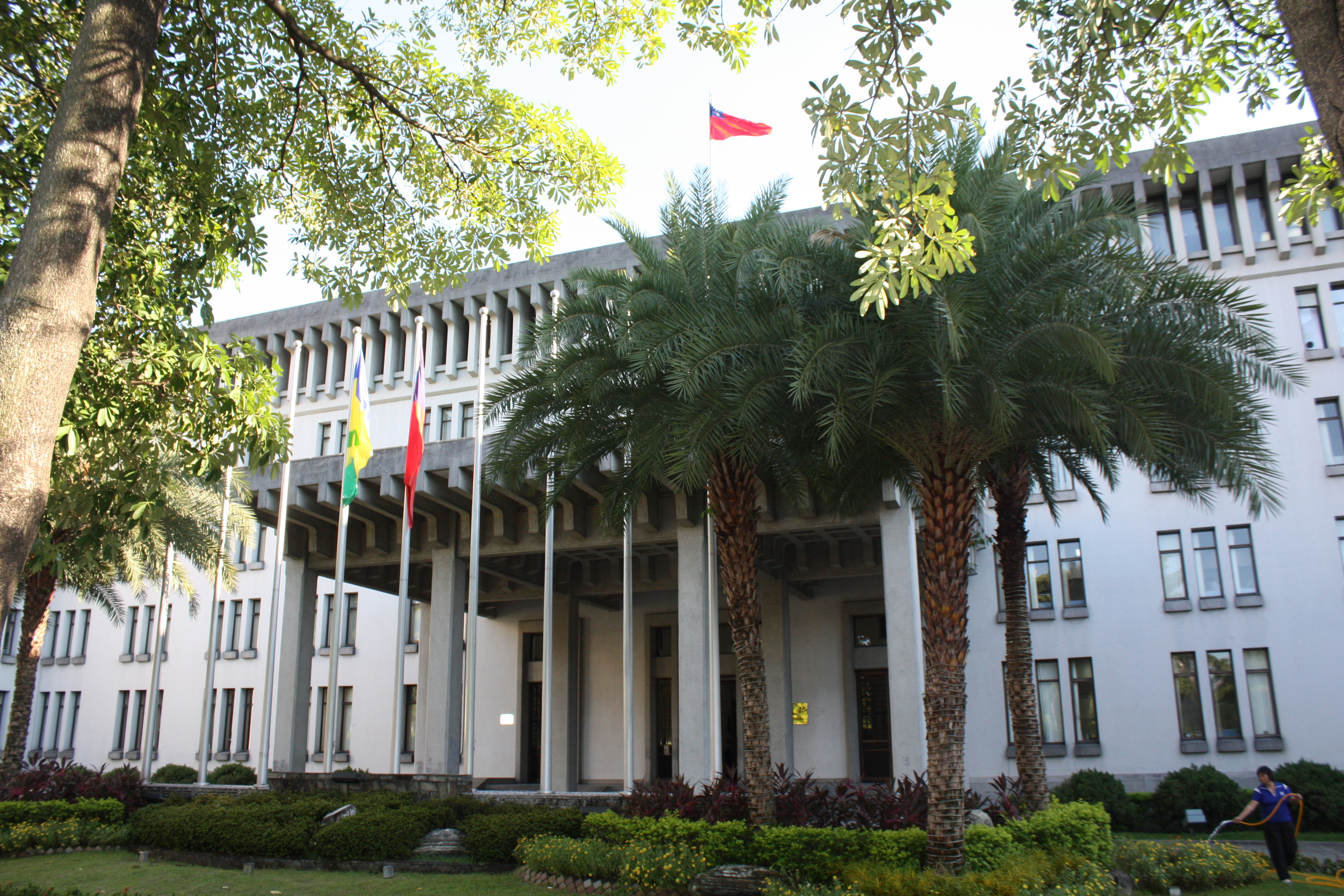
Bâtiment du ministère des Affaires étrangères à Taipei.

Lin Chia-lung, ministre des Affaires étrangères en exercice.

La politique étrangère de la république de Chine, dénommée Taïwan par de nombreux États,, traite des relations entre la république de Chine et les autres pays. 
La république de Chine est reconnue par 11 des 193 États membres des Nations unies, ainsi que par le Saint-Siège. En plus de ces relations, la république de Chine entretient des relations non officielles avec 57 membres de l'ONU via ses bureaux de représentation et consulats. Le passeport taïwanais a des accords d'exemption de visa avec 124 pays et Hong Kong (33e rang mondial) en 2018. 
Le gouvernement de la république de Chine a participé à la conférence de Moscou de 1943, à la Conférence de Dumbarton Oaks et à la conférence des Nations unies sur les organisations internationales et était un membre fondateur des Nations unies après avoir été membre de l'alliance qui a remporté la Seconde Guerre mondiale. En 1949, les nationalistes ont perdu la guerre civile chinoise en Chine continentale et se sont retirés à Taïwan, Penghu, Kinmen et Matsu. Malgré la perte importante de territoires, la république de Chine a continué d'être reconnue comme le gouvernement légitime de la Chine par l'ONU et par de nombreux États non communistes. En 1971, l'ONU a expulsé la république de Chine et transféré le siège de la Chine à la république populaire de Chine (RPC). En plus de la reconnaissance par une majorité de pays avant la résolution 2758 des Nations unies, la république de Chine a perdu sa place de membre de toutes les organisations intergouvernementales liées aux Nations unies. L'ONU et des organisations comme la Cour internationale de justice étant le lieu le plus courant pour l'application effective du droit international et la communauté internationale d'États, la majorité des pays alignés sur l'Occident pendant la guerre froide ont mis fin à leurs relations diplomatiques avec Taipei au profit de Pékin. 
Les articles 23 et 110 de la Charte des Nations unies, dans son chapitre II, font explicitement référence à la république de Chine, mais le siège de la Chine est actuellement occupé par la RPC. La république de Chine continue d'entretenir des relations de facto, y compris avec la plupart des organisations non gouvernementales,,,,,, aux Nations unies, en plus de la préoccupation de l'UNESCO. La Convention de Vienne sur les relations diplomatiques a été signée et ratifiée par la république de Chine les 18 avril 1961 et 19 décembre 1969 y compris le Protocole facultatif concernant le règlement obligatoire des différends. L'article 35 de la Convention de Vienne sur le droit des traités de 1969, pierre angulaire de la diplomatie moderne, s'applique également à la république de Chine depuis 1971. En raison de la précarité de la situation de Taïwan et de son isolement dans les années 1970 et 1980 après son expulsion de l'ONU, ainsi que de l'influence américaine, la république de Chine s'est progressivement démocratisée et a adopté le suffrage universel, jusqu'au terme de la présidence dictatoriale de Chiang Ching-kuo. 
Les premières élections présidentielles directes ont eu lieu en 1996 et le président en exercice, Lee Teng-hui, fut élu. À compter du 4 mai 2015, les ressortissants de RDC sont éligibles pour un visa préférentiel dans 142 pays ou territoires. Les alliés traditionnels et stables de Taïwan comprennent les États-Unis, le Canada, le Japon, l'Australie et la Nouvelle-Zélande. La diplomatie culturelle de Taïwan comprend la création du Centre taïwanais de ressources pour les Études chinoises en 2012 dans les principales universités du monde. 
La RDC est l'un des principaux partisans de l'aide publique au développement avec le Fonds de coopération internationale pour le développement, qui gère les projets d'aide étrangère et de coopération internationale de la RDC,. Depuis 2010, avec la Taïwan Relations Act, aux côtés d'autres alliés des États-Unis pour la sécurité, notamment l'Australie, la Nouvelle-Zélande, le Japon et la Corée du Sud, dans le cadre de la loi sur les relations taïwanaises, des fonctionnaires du RDC ont effectué des visites quasi officielles aux niveaux gouvernemental et politique, y compris les directives militaires coopératives taïwano-américaines,, dans le cadre des exercices annuels de forces conjointes Han Kuang. 
Les objectifs stratégiques communs de la déclaration commune du comité consultatif sur la sécurité américano-japonaise de 2005 et 2011 (et réitérée en 2013) comprenaient les objectifs suivants : 
- résolution pacifique des problèmes concernant le détroit de Taïwan grâce au dialogue ;
- le rôle responsable et constructif de la Chine dans la stabilité et la prospérité régionales ;
- la coopération de la Chine sur des questions globales ;
- l'adhésion de la Chine aux normes internationales de comportement, et l'instauration de la confiance entre les États-Unis, le Japon et la Chine ;
- ouverture et transparence concernant la modernisation militaire de la Chine ;
- renforcer les mesures de renforcement de la confiance, compte tenu de la croissance rapide des investissements militaires chinois grâce aux investissements militaires en expansion rapide de la Chine[28],[29],[30].

Le PIB de la RDC est supérieur à celui de plusieurs économies du G20. Dans le contexte de la norme internationale de tabula rasa, le ministère des affaires étrangères de la république de Chine reste de facto prêt à rejoindre la communauté internationale et (le cas échéant) en tant qu'entité sui generis du droit international par référence au principe ex factis jus oritur,,,
En tant qu'État non membre des Nations unies, en participant en tant que membres à une ou plusieurs institutions spécialisées des Nations unies et fonctionnant dans un système politique parallèle au Parti communiste chinois comme dans le cas de l'Allemagne et de la Corée, le statut d'observateur permanent peut être accordé à la république de Chine au sein d'organisations telles que le FMI et la Banque mondiale,. 
L'implication et la participation à la conférence Asie-Pacifique sur l'innovation permettent une interaction avec le directeur de la Division de l'Économie et des Statistiques de l'OMPI, qui relève directement du directeur général,. 
En raison de « l'absence d'entente entre les deux rives » du détroit de Formose (consensus de 1992), Taïwan subit l'isolement international sous l'administration pro-indépendance du parti démocrate progressiste, et il ne peut donc participer à l'Assemblée mondiale de la santé, à Interpol, l'Organisation de l'aviation civile internationale au processus de Kimberley, de possibles mesures internationales contre les activités du Comité olympique de Taipei chinois (nom de Taïwan aux Jeux Olympiques), Golden Horse Film Festival (boycotté), impossibilité pour les journalistes taïwanais d'entrer aux Nations unies et d'assister aux réunions de la CCNUCC,,,,. 
La société civile de la république de Chine participe actuellement à 11 projets liés aux objectifs de développement durable des Nations unies. Taïwan occupe la 31e place sur 176 pays et territoires dans l'indice de perception de la corruption 2016 de Transparency International et figure dans la tranche B de l'indice de corruption de la défense le gouvernement.

## Conflits internationaux

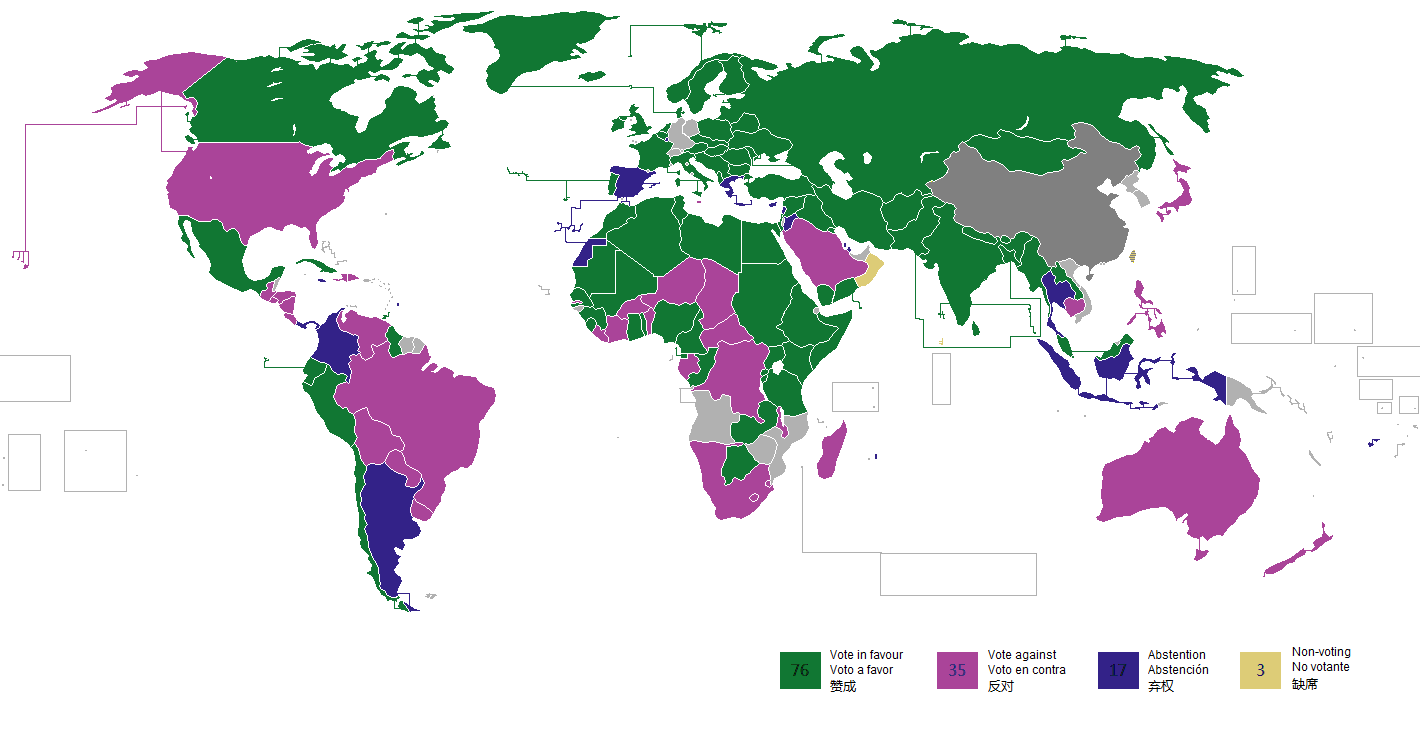
Le vote à l'Assemblée générale des Nations Unies sur la résolution 2758 (1971).
Vert= pour, rouge= contre, bleu= abstention, jaune= non-votant

Dans les années 1970, de nombreux pays, dont les États-Unis, le Japon et le Canada, sont passés de la reconnaissance diplomatique de la république de Chine à la république populaire de Chine. En octobre 1971, la résolution 2758 a été adoptée par l'Assemblée générale des Nations unies, expulsant « les représentants de Chiang Kai-shek » et transférant le siège de la Chine au Conseil de sécurité au régime de Chine continentale. La résolution a déclaré que « les représentants du gouvernement de la RPC sont les seuls représentants légaux de la Chine aux Nations Unies ». 
De nombreuses tentatives de Taïwan de rejoindre l'ONU n'ont même pas passé le comité, sous l'opposition féroce de la RPC et la menace de l'utilisation du véto. Le président Chen Shui-bian a fait valoir que la résolution 2758, remplaçant la république de Chine par la RPC en 1971, ne traitait que de la question de savoir qui devrait avoir le siège de la Chine à l'ONU, plutôt que de savoir si un siège supplémentaire pourrait être créé pour représenter les 23 millions de personnes résidant sur l'île de Taïwan et quelques autres îles. L'argument n'a toutefois pas été accepté par l'ONU, car la question de l'indépendance de Taïwan n'a pas été soulevée à l'ONU. 
Depuis les années 1970, la république populaire de Chine et la république de Chine se sont disputé la reconnaissance diplomatique des autres nations, souvent en offrant une aide financière aux pays les plus pauvres en contrepartie,. En tant que condition préalable à l'établissement de relations diplomatiques, la république populaire de Chine exige de l'autre pays qu'il renonce à la reconnaissance de la république de Chine. Depuis l'introduction de la politique de « diplomatie pragmatique » (務實外交, Wùshí wàijiāo) en 1991, la république de Chine n'insiste plus pour être considérée comme l'unique représentant de la Chine et n'a pas demandé aux nations qui la reconnaissent de mettre fin à leurs relations avec la RPC. Par exemple, lorsque Sainte-Lucie a reconnu la république de Chine en 2007, son chef a exprimé l'espoir que ses relations avec la RPC se poursuivraient. Cependant, la république populaire de Chine a répondu à ce changement en suspendant ses relations avec Sainte-Lucie. Seize États membres des Nations unies et le Saint-Siège ont officiellement reconnu la RDC. 
D'autre part, la république de Chine est impliquée dans un différend territorial complexe concernant le contrôle des Îles Spratleys avec la Chine, la Malaisie, les Philippines, le Vietnam et éventuellement le Brunei ; et à propos des Îles Paracels, occupées par la Chine, mais revendiquées par le Vietnam et Taïwan. Le gouvernement Taïwan revendique également les Îles Senkaku (appelées les îles Diaoyu à Taïwan et en Chine) administrées par le Japon.

## Types de relations

### Relations diplomatiques complètes

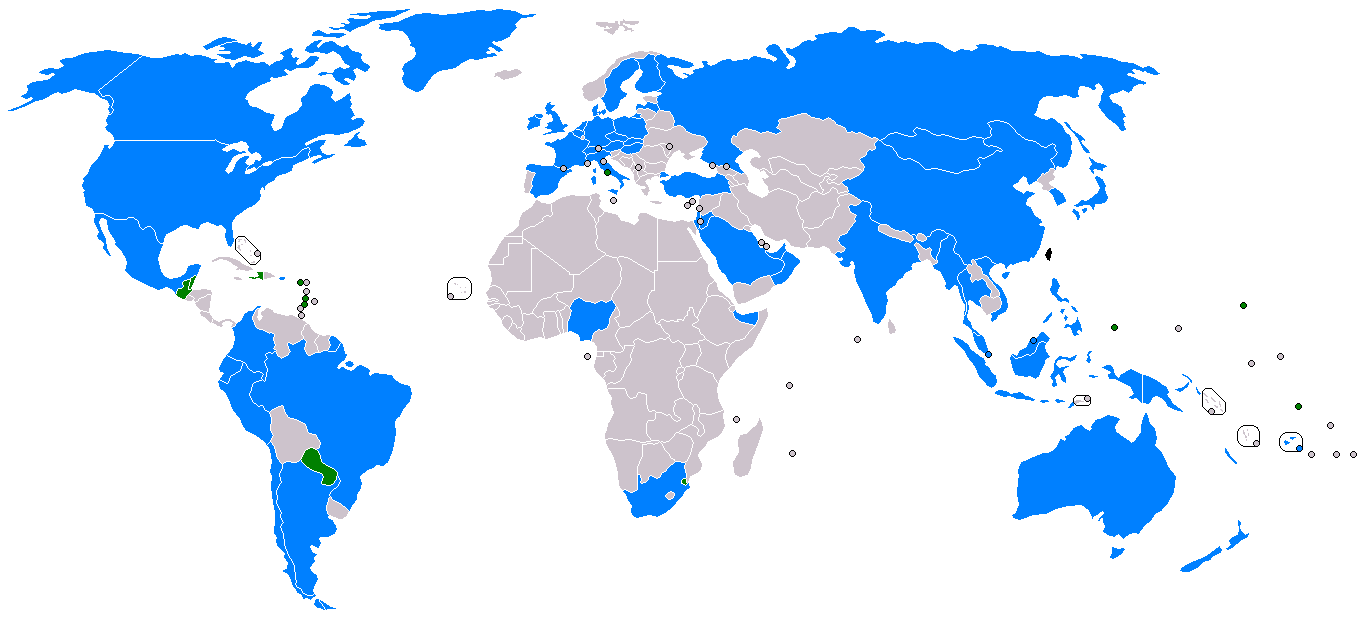
Relations étrangères de la république de Chine
Entretient des relations diplomatiques
Entretient des relations non-diplomatiques

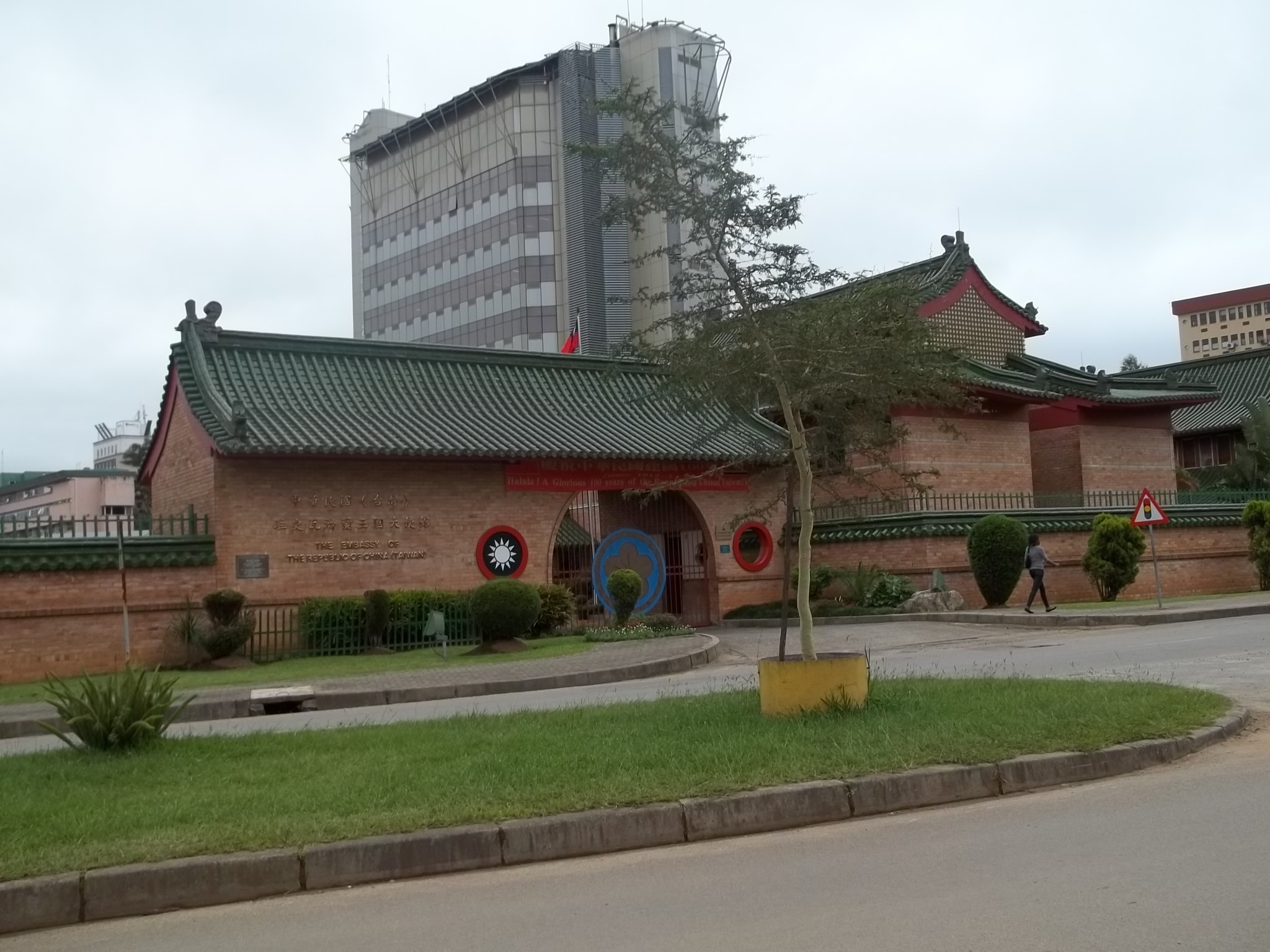
Ambassade de Taïwan en Eswatini

La république de Chine reconnaît tous les États membres de l'ONU, à l'exception de la république populaire de Chine, dont elle considère le territoire comme étant le sien, et la Corée du Nord, dans la mesure où elle reconnaît la république de Corée en tant que représentant de la Corée. Parmi les deux États observateurs de l'ONU, la République de Chine reconnaît le Saint-Siège, avec lequel elle a des relations, mais pas l'État de Palestine. Taïwan reconnaît toutefois la république du Kosovo et l'ordre souverain de Malte, qui ne sont ni des États membres de l'ONU ni des États observateurs de l'ONU. 
Néanmoins, seuls 12 États reconnaissent la république de Chine et entretiennent des relations diplomatiques avec elle. Dans la liste suivante, les dates indiquent l'établissement ou la durée des relations. Parmi eux, seul Saint-Vincent-et-les-Grenadines n'a pas établi d'ambassade à Taipei,. 

#### Afrique (1 État)
- Eswatini (1968)

#### Europe (1 État)
- Saint-Siège (1942)

#### Océanie (3 États)
- Îles Marshall (1998)
- Palaos (1999)
- Tuvalu (1979)

#### Caraïbes (4 États)
- Haïti (1956)
- Saint-Christophe-et-Niévès (1983)
- Sainte-Lucie (1984-1997, 2007)
- Saint-Vincent-et-les-Grenadines (1981)

#### Amérique centrale (2 États)
- Belize (1989)
- Guatemala (1933)[56]

#### Amérique du Sud (1 État)

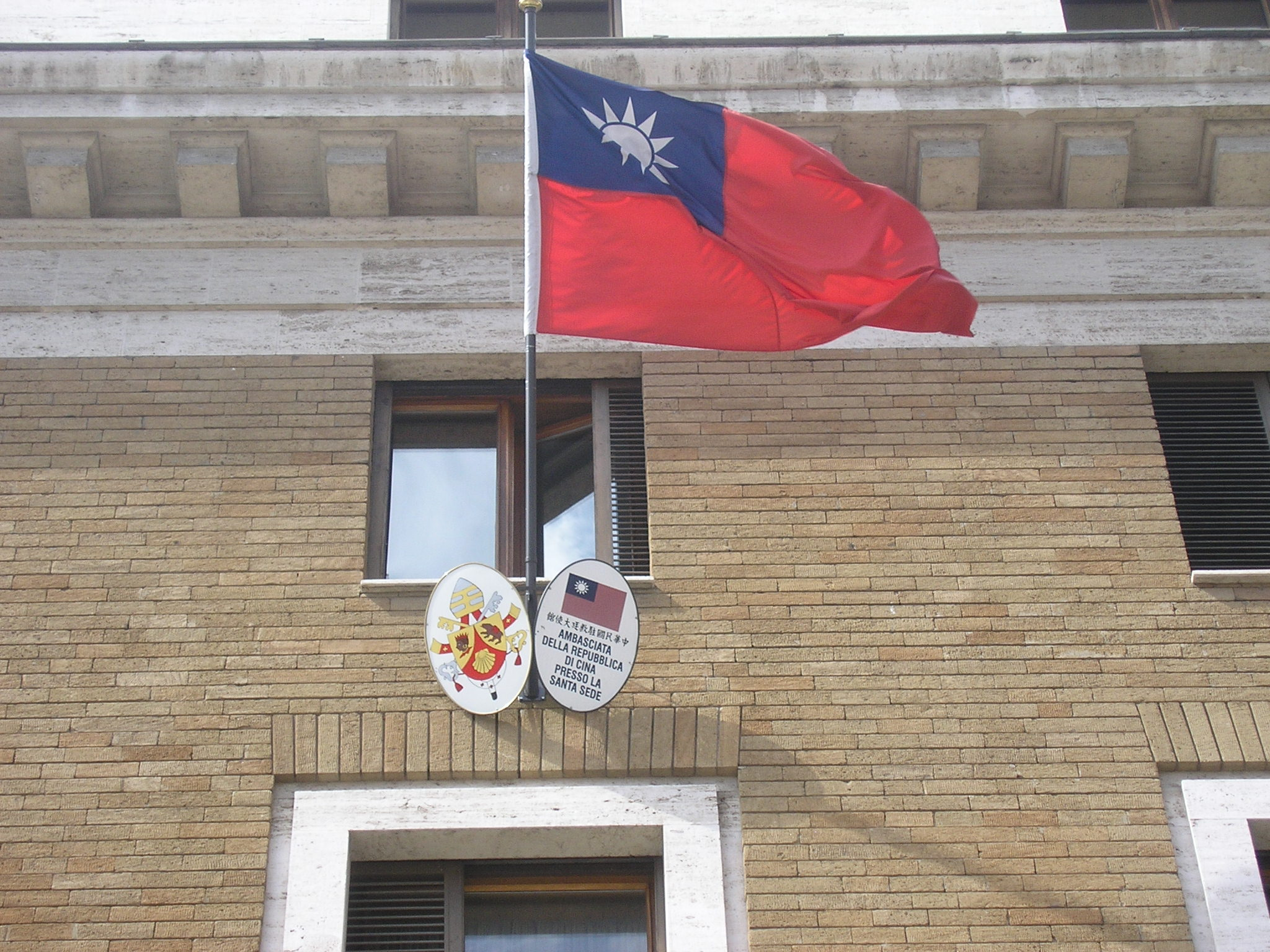
En raison de la taille limitée de la Cité du Vatican, toutes les ambassades accréditées auprès du Saint-Siège sont situées à Rome, en dehors des frontières de la Cité du Vatican. Par conséquent, l'ambassade de la République de Chine auprès du Saint-Siège est située dans un pays qui ne reconnaît pas officiellement le RDC, mais qui entretient des liens non officiels avec lui.

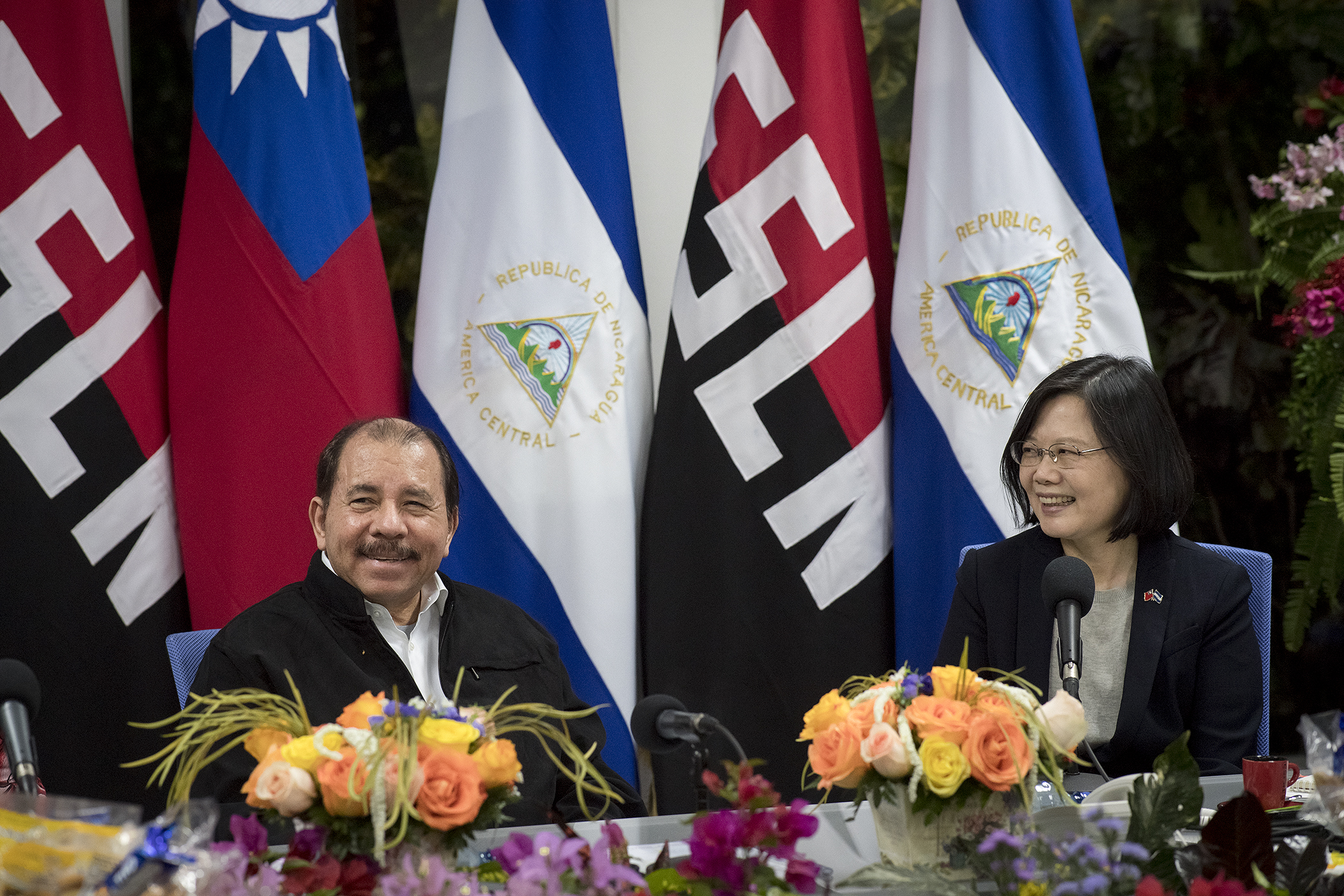
La présidente de Taïwan, Tsai Ing-wen, avec le président du Nicaragua, Daniel Ortega, le 10 janvier 2017

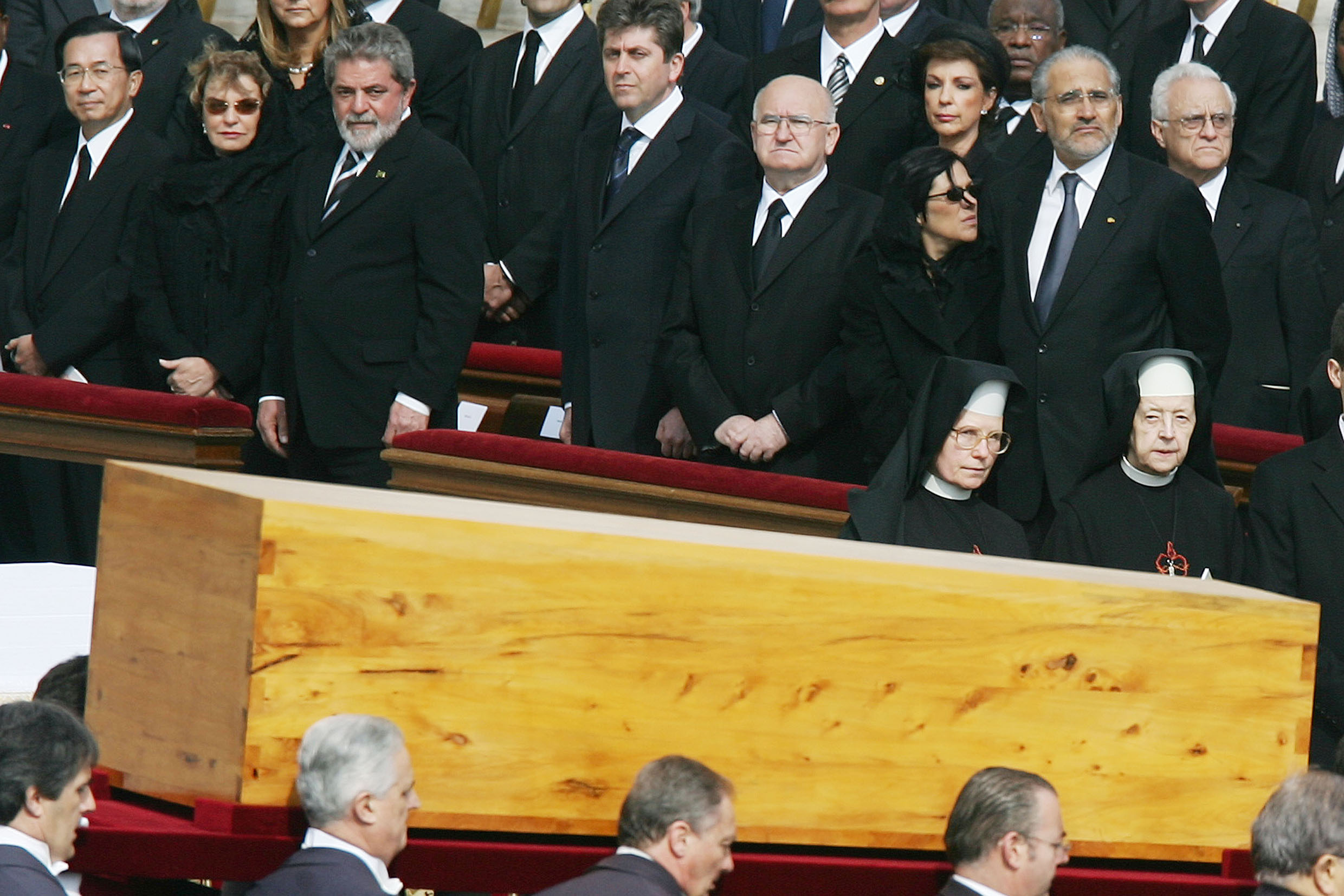
Le président Chen Shui-bian (extrême gauche) a assisté aux funérailles du pape Jean-Paul II et, en tant que chef de l'État chinois reconnu par le Saint-Siège, était assis au premier rang dans l'ordre alphabétique, aux côtés de la première dame et présidente du Brésil.

- Paraguay (1957)

### Représentations non diplomatiques
Taïwan entretient des relations gouvernementales non-diplomatiques et non officielles avec l'Union européenne et au moins 59 États reconnaissant la RPC, qui ont des « bureaux économiques, commerciaux et / ou culturels » (ou similaires) à Taïwan. Ces relations ne sont ni intergouvernementales ni officiellement diplomatiques ou politiques. Cependant, elles remplissent bon nombre des fonctions habituellement dévolues aux ambassades, notamment le traitement des visas, les échanges culturels et, dans une certaine mesure, les échanges diplomatiques et gouvernementaux non officiels. 
Par exemple, l'Institut américain à Taïwan fonctionne de facto en tant qu'ambassade américaine ; son président et le personnel n'agissent qu'à titre non officiel.
En juillet 2020, Taïwan et la république autoproclamée du Somaliland établissent des bureaux de représentation mutuels ; cette relation a la particularité d'avoir lieu entre deux territoires non reconnus en tant qu'États indépendants par l'ONU.

#### Océanie (4 États et 1 territoire)
- Australie
- Fidji
- Guam
- Nouvelle-Zélande
- Papouasie-Nouvelle-Guinée

#### Asie (12 États et 2 territoires)
- Brunei
- Corée du Sud
- Hong Kong
- Inde
- Indonésie
- Japon
- Macao
- Malaisie
- Mongolie
- Birmanie
- Philippines
- Singapour
- Thaïlande
- Vietnam

#### Moyen-Orient (8 États)
- Arabie saoudite
- Bahreïn
- Émirats arabes unis
- Israël
- Jordanie
- Koweït
- Oman
- Turquie

#### Afrique (3 États et 1 territoire)
- Afrique du Sud
- Côte d'Ivoire[59],[60]
- Nigeria[61]
- Somaliland[58]

#### Europe (23 États)
- Allemagne
- Autriche
- Belgique
- Danemark
- Espagne
- Finlande
- France
- Grèce
- Hongrie
- Irlande
- Italie
- Lettonie
- Lituanie
- Luxembourg
- Pays-Bas
- Pologne
- Portugal
- Royaume-Uni
- Russie
- Slovaquie
- Suède
- Suisse
- Tchéquie

#### Amérique du Nord (3 États)
- Canada
- États-Unis
- Mexique

#### Amérique du Sud (6 États)
- Argentine
- Brésil
- Chili
- Colombie
- Équateur
- Pérou

### Aucune représentation
Les États suivants reconnaissent le régime de Pékin et n'ont aucune représentation à Taïwan (y compris toute représentation non politique, non diplomatique ou non intergouvernementale) : 
- Afrique : Algérie, Angola, Bénin, Botswana, Burkina Faso, Burundi, Cameroun, République centrafricaine, Tchad, Comores, république du Congo, république démocratique du Congo, Djibouti, Égypte, Guinée équatoriale, Érythrée, Éthiopie, Gabon, Gambie, Ghana, Guinée, Guinée-Bissau, Kenya, Lesotho, Liberia, Libye, Madagascar, Malawi, Mali, Mauritanie, Maurice, Maroc, Mozambique, Namibie, Niger, Rwanda, Sao Tomé-et-Principe, Sénégal, Seychelles, Sierra Leone, Somalie, Soudan du Sud, Soudan, Tanzanie, Togo, Tunisie, Ouganda, Zambie, Zimbabwe
- Amériques : Antigua-et-Barbuda, Bahamas, Barbade, Bolivie, Costa Rica, Cuba, Dominique, République dominicaine, Grenade, Guyana, Jamaïque, Nicaragua, Panama, Salvador, Suriname, Trinité-et-Tobago, Uruguay, Venezuela
- Asie : Afghanistan, Bangladesh, Cambodge, Chine, Corée du Nord, Irak, Iran, Kazakhstan, Kirghizistan, Laos, Liban, Népal, Pakistan, Palestine, Qatar, Syrie, Tadjikistan, Turkménistan, Ouzbékistan, Yémen
- Europe : Andorre, Arménie, Azerbaïdjan, Biélorussie, Bosnie-Herzégovine, Bulgarie, Croatie, Chypre, Estonie, Géorgie, Islande, Liechtenstein, Malte, Moldavie, Monaco, Monténégro, Macédoine du Nord, Norvège, Roumanie, Saint-Marin, Serbie, Slovénie, Ukraine
- Océanie : Îles Cook, Micronésie, Niué, Kiribati, Samoa, Timor oriental, Tonga, Vanuatu

### Relations ni avec Taïwan ni avec la Chine
Le tableau ci-dessous comprend l'ordre souverain de Malte et certains États dont la reconnaissance internationale est limitée : 
| Nom                                                                                        | Reconnu par la république de Chine | Remarques |
| ------------------------------------------------------------------------------------------ | ---------------------------------- | --- |
| Abkhazie                                                                                   | Non                                | Actuellement reconnu par 5 États membres de l'ONU et trois États non membres de l'ONU, revendiqué par la Géorgie.                                                  |
| Haut-Karabagh                                                                              | Non                                | |
| Bhoutan                                                                                    | Oui                                | Un État membre de l'ONU |
| Kosovo                                                                                     | Oui                                | Actuellement reconnu par 102 membres de l'ONU, la république de Chine, les Îles Cook, Nioué et l'ordre souverain de Malte, revendiqué par la Serbie.               |
| République arabe sahraouie démocratique                                                    | Non                                | Actuellement reconnu par 45 États membres des Nations unies et l'Ossétie du Sud, revendiqué par le Maroc.                                                          |
| Somaliland                                                                                 | de facto                           | Actuellement reconnu par aucun État membres des Nations unies, revendiqué par la Somalie. Taïwan et le Somaliland entretiennent des relations informelles actives. |
| Ossétie du Sud                                                                             | Non                                | Actuellement reconnu par 5 États membres de l'ONU et quatre États non membres de l'ONU, revendiqué par la Géorgie.                                                 |
| Ordre souverain militaire et hospitalier de Saint-Jean de Jérusalem, de Rhodes et de Malte | Oui                                | Une entité souveraine sans territoire, a établi des relations diplomatiques avec 107 États.                                                                        |
| Transnistrie                                                                               | Non                                | |
| Chypre du Nord                                                                             | Non                                | Reconnu par la Turquie uniquement, revendiqué par Chypre. |

### Reconnaissance passée de la république de Chine à la RPC

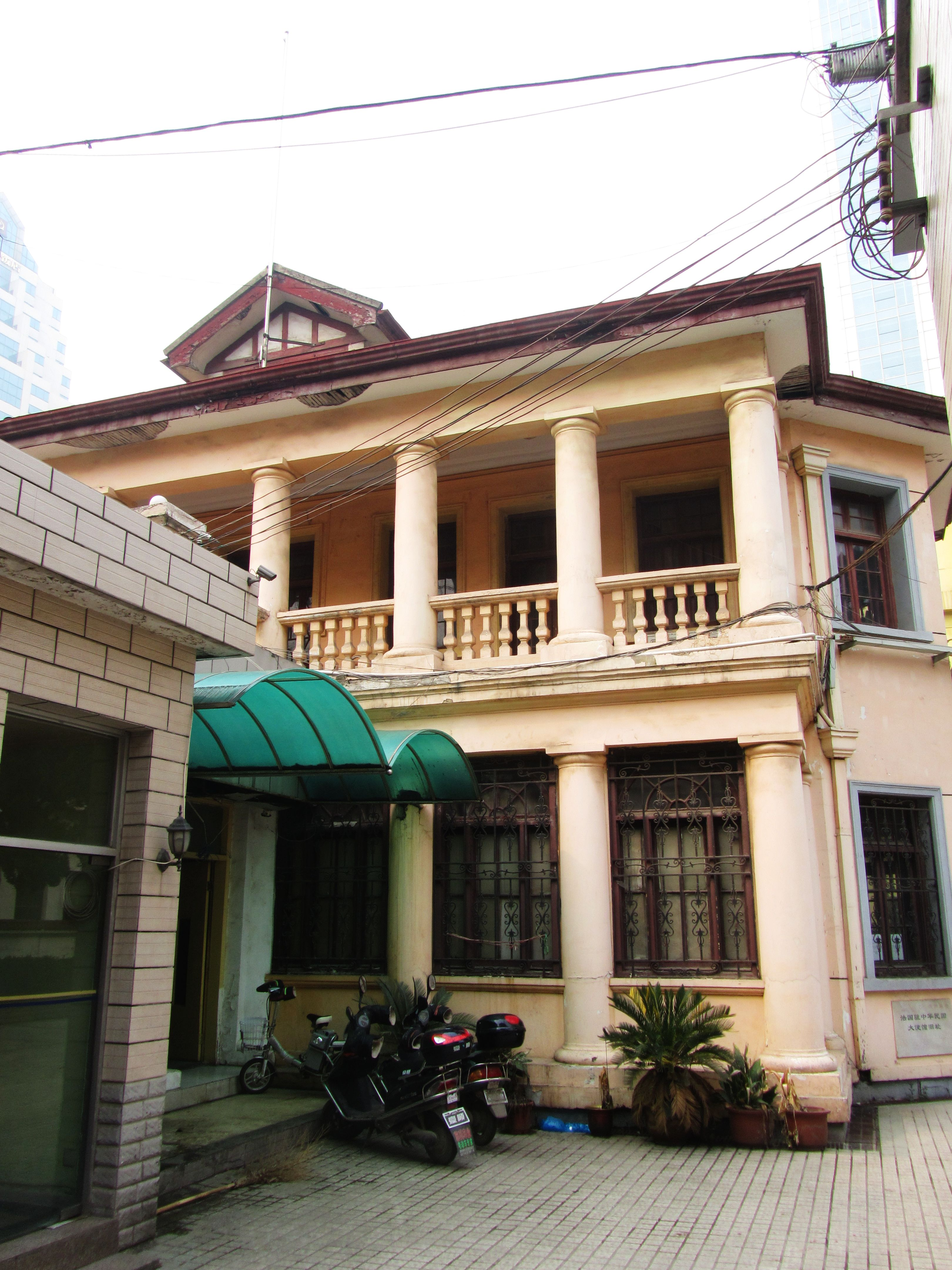
Ancienne ambassade de France en république de Chine à Nankin.

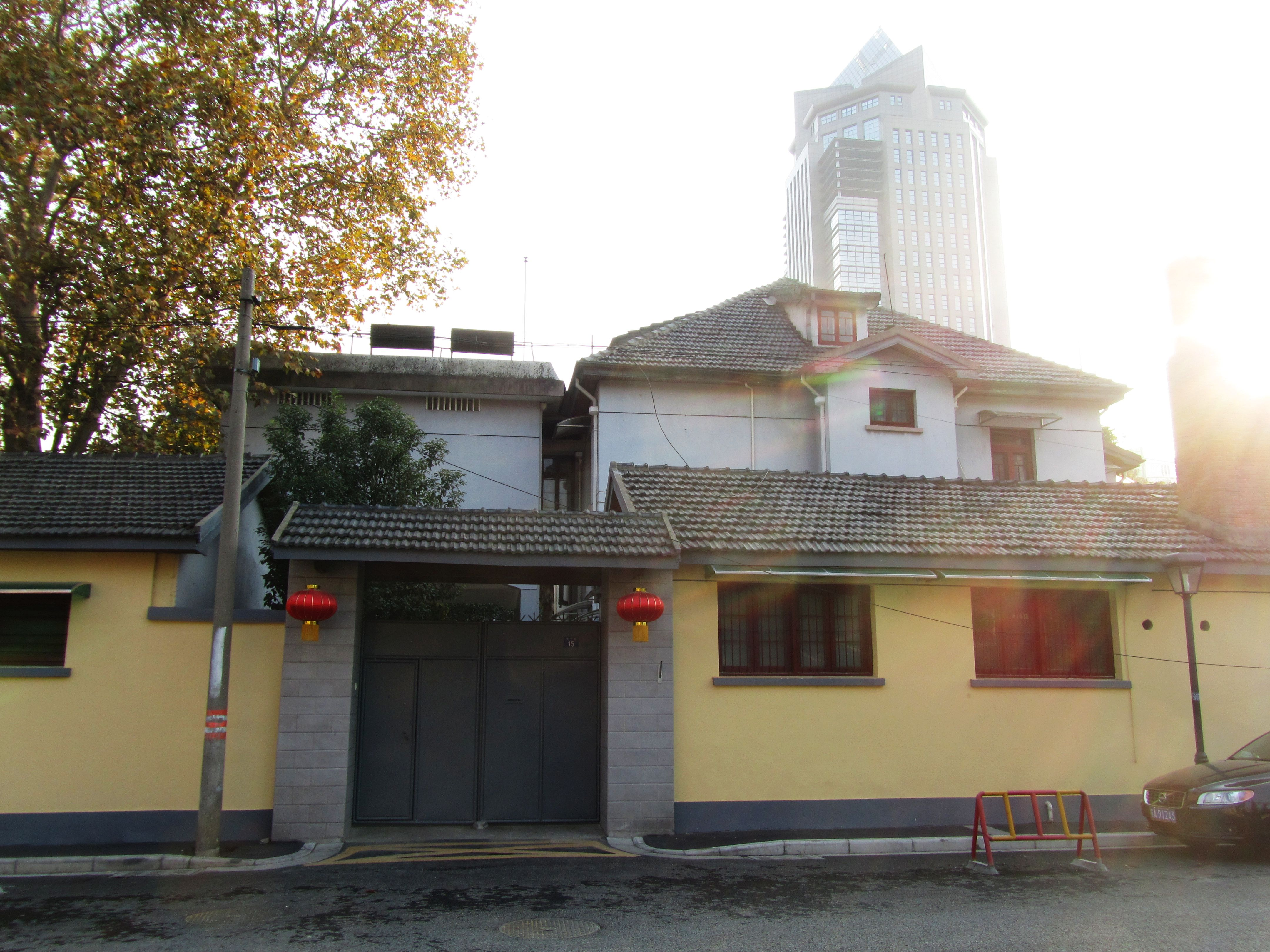
L'ancienne ambassade du Mexique en république de Chine à Nankin.

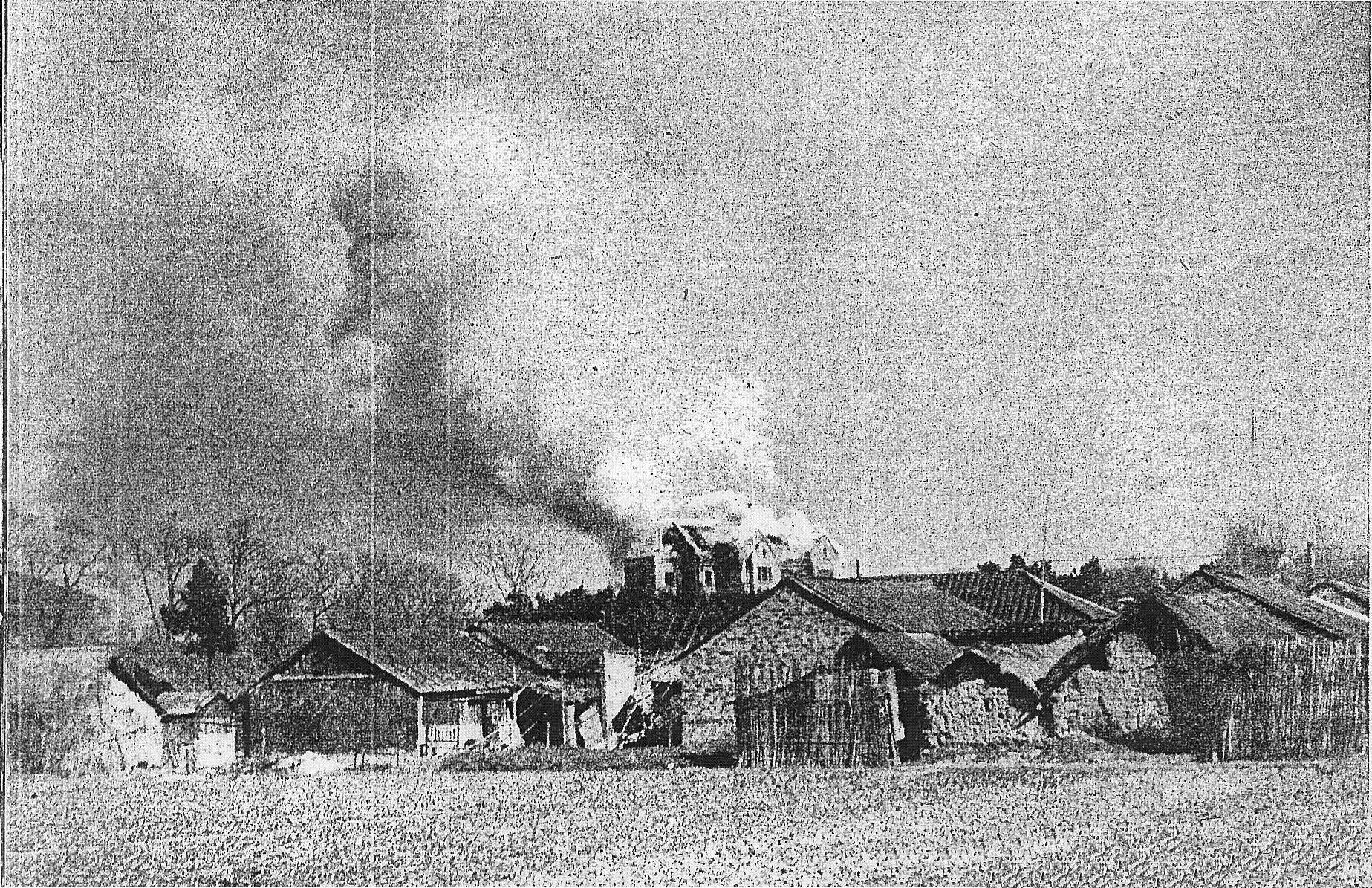
Ancienne ambassade de l'Union soviétique en république de Chine à Nankin.

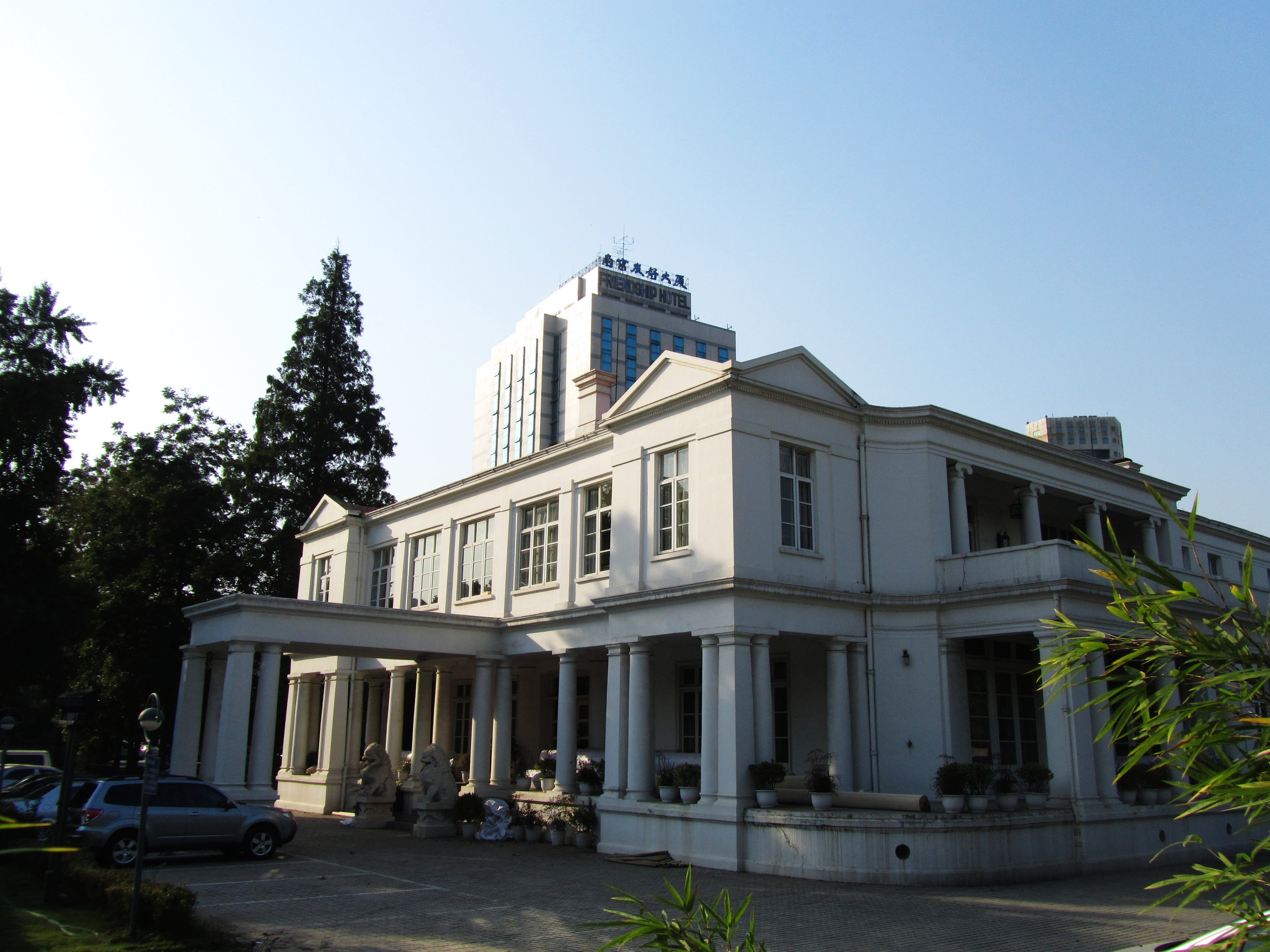
Ancienne ambassade du Royaume-Uni auprès de la république de Chine à Nankin.

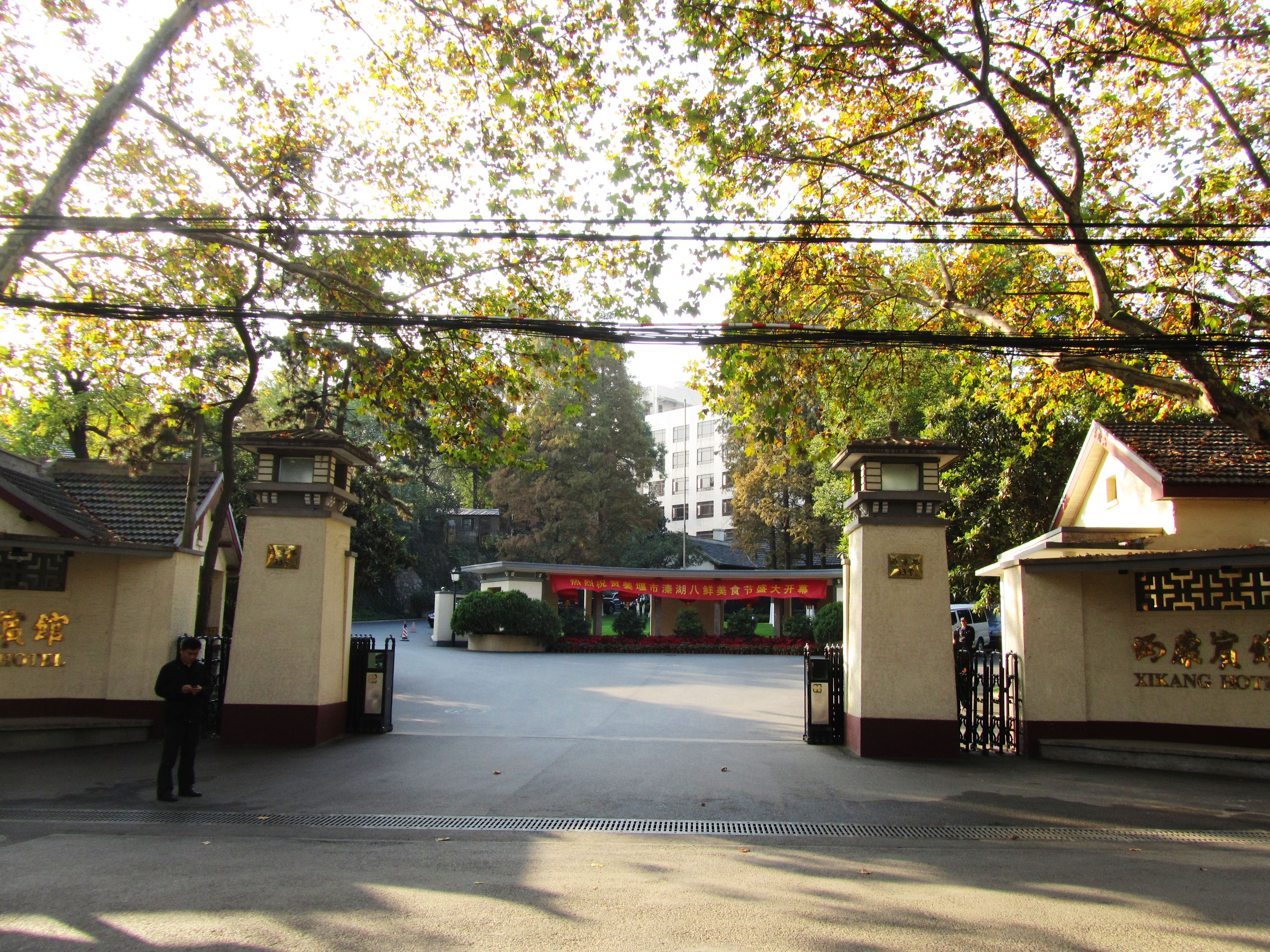
L'ancienne ambassade des États-Unis en république de Chine à Nankin.

La république de Chine a publiquement craint que, si un seul État transférait sa reconnaissance à la RPC, cela créerait un effet domino et encouragerait les autres États à faire de même. Le Saint-Siège (Vatican), seul État européen à reconnaître la république de Chine en tant que représentant de la Chine, s'est efforcé en 2007 de créer des liens formels avec la RPC. Des évêques de haut rang au sein de l'Église catholique ont laissé entendre qu'une telle démarche diplomatique était possible à condition que la république populaire de Chine accorde plus de liberté de religion et interfère moins dans la hiérarchie de l'Église catholique chinoise. 
| Entité                           | Période de reconnaissance de la république de Chine |
| -------------------------------- | --------------------------------------------------- |
| Afghanistan                      | jusqu'en 1955                                       |
| Albanie                          | jusqu'en 1949                                       |
| Argentine                        | 1945 à 1972                                         |
| Australie                        | 1941 à 1972                                         |
| Autriche                         | 1928 à 1971                                         |
| Bahamas                          | 1989 à 1997                                         |
| Belgique                         | 1928 à 1971                                         |
| Bolivie                          | jusqu'en 1985                                       |
| Botswana                         | 1966 à 1975                                         |
| Brésil                           | 1928 à 1974                                         |
| Bulgarie                         | 1947 à 1949                                         |
| Burkina Faso                     | 1961 à 1973, 1994 à 2018                            |
| Birmanie                         | 1948 à 1950                                         |
| Cameroun                         | 1960 à 1971                                         |
| Canada                           | 1941 à 1970                                         |
| République centrafricaine        | 1962 à 1964, 1968 à 1976, 1991 à 1998               |
| Côte d'Ivoire                    | 1963 à 1983                                         |
| Chili                            | 1931 à 1970                                         |
| Colombie                         | 1941 à 1980                                         |
| Congo-Brazzaville                | 1960 à 1964                                         |
| République démocratique du Congo | 1960 à 1961, 1961 à 1972                            |
| Costa Rica                       | 1944 à 2007                                         |
| Cuba                             | 1929 à 1960                                         |
| Tchécoslovaquie                  | 1931 à 1949                                         |
| Dahomey                          | 1960 à 1964, 1966 à 1972                            |
| Danemark                         | 1928 à 1950                                         |
| Dominique                        | 1983 à 2004                                         |
| République dominicaine           | 1941 à 2018                                         |
| Équateur                         | 1947 à 1980                                         |
| Égypte                           | jusqu'en 1956                                       |
| Salvador                         | 1961 à 2018                                         |
| Guinée équatoriale               | jusqu'en 1970                                       |
| Estonie                          | 1921 à 1991/1992 (de facto 1940 à 1991)             |
| Finlande                         | 1919 à 1944                                         |
| France                           | 1928 à 1964                                         |
| Gabon                            | 1960 à 1974                                         |
| Gambie                           | 1968 à 1974, 1995 à 2013                            |
| Allemagne de l'Ouest             | 1955 à 1972                                         |
| Grèce                            | 1947 à 1972                                         |
| Grenade                          | 1989 à 2005                                         |
| Guinée                           | jusqu'en 1959                                       |
| Guinée-Bissau                    | 1990 à 1998                                         |
| Hongrie                          | jusqu'en 1949                                       |
| Honduras                         | 1941 à 2023                                         |
| Islande                          | jusqu'en 1971                                       |
| Inde                             | 1947 à 1950                                         |
| Indonésie                        | 1945 à 1950                                         |
| Iran                             | jusqu'en 1971                                       |
| Irak                             | 1942 à 1958                                         |
| Israël                           | 1949 à 1950                                         |
| Italie                           | 1928 à 1970                                         |
| Jamaïque                         | jusqu'en 1972                                       |
| Japon                            | 1930 à 1937, 1952 à 1972                            |
| Jordanie                         | 1947 à 1977                                         |
| Koweït                           | 1963 à 1971                                         |
| Laos                             | 1953 à 1962                                         |
| Lettonie                         | 1923 à 1994 (de facto 1940 à 1994)                  |
| Liban                            | jusqu'en 1971                                       |
| Lesotho                          | 1966 à 1983, 1990 à 1994                            |
| Liberia                          | 1957 à 1977, 1989 à 1993, 1997 à 2003               |
| Libye                            | jusqu'en 1971                                       |
| Liechtenstein                    | jusqu'en 1950                                       |
| Lituanie                         | 1923 à 1991/1992 (de facto 1940 à 1991)             |
| Luxembourg                       | 1949 à 1972                                         |
| Madagascar                       | jusqu'en 1972                                       |
| Malawi                           | 1966 à 2008                                         |
| Malaisie                         | 1957 à 1974                                         |
| Mexique                          | 1928 à 1972                                         |
| Mongolie                         | 1946 à 1949                                         |
| Monaco                           | 1934 à 1995                                         |
| Maroc                            | 1956 à 1958                                         |
| Pays-Bas                         | 1928 à 1950                                         |
| Népal                            | jusqu'en 1955                                       |
| Nouvelle-Zélande                 | jusqu'en 1972                                       |
| Niger                            | 1963 à 1974, 1992 à 1996                            |
| Nigeria                          | 1960 à 1971                                         |
| Macédoine du Nord                | 1990 à 2001                                         |
| Nicaragua                        | (1962-1985, 1990-2021)                              |
| Norvège                          | 1928 à 1950                                         |
| Pakistan                         | 1947 à 1951                                         |
| Panama                           | 1912 à 2017                                         |
| Pérou                            | 1931 à 1971                                         |
| Philippines                      | 1948 à 1975                                         |
| Pologne                          | 1930 à 1949                                         |
| Portugal                         | 1928 à 1975                                         |
| Papouasie-Nouvelle-Guinée        | du 5 août 1999 au 21 août 1999                      |
| Romania                          | 1939 à 1949                                         |
| Saint-Marin                      | jusqu'en 1971                                       |
| Sao Tomé-et-Principe             | 1997 à 2016                                         |
| Arabie saoudite                  | 1946 à 1990                                         |
| Sénégal                          | 1969 à 1972, 1996 à 2005                            |
| Sierra Leone                     | jusqu'en 1971                                       |
| Afrique du Sud                   | 1976 à 1998                                         |
| Espagne                          | 1928 à 1973                                         |
| Union soviétique                 | 1929 à 1949                                         |
| Corée du Sud                     | 1949 à 1992                                         |
| République du Viêt Nam           | 1955 à 1975                                         |
| Soudan                           | 1956 à 1959                                         |
| Sri Lanka                        | 1948 à 1950                                         |
| Suède                            | 1928 à 1950                                         |
| Suisse                           | jusqu'en 1950                                       |
| Syrie                            | jusqu'en 1956                                       |
| Tchad                            | 1962 à 1972, 1997 à 2006                            |
| Thaïlande                        | 1945 à 1975                                         |
| Togo                             | 1960 à 1972                                         |
| Tonga                            | 1972 à 1998                                         |
| Turquie                          | 1934 à 1971                                         |
| Ouganda                          | jusqu'en 1962                                       |
| Émirats arabes unis              | 1973 à 1984                                         |
| Royaume-Uni                      | 1928 à 1950                                         |
| États-Unis                       | 1928 à 1979                                         |
| Uruguay                          | 1958 à 1988                                         |
| Vanuatu                          | du 3 novembre 2004 au 10 novembre 2004              |
| Venezuela                        | 1944 à 1974                                         |
| Yémen                            | jusqu'en 1956                                       |
| Yougoslavie                      | 1945 à 1955                                         |

### Entités qui n'ont jamais reconnu la république de Chine mais reconnaissent la RPC
| Pays                      | Année de reconnaissance de la RPC |
| ------------------------- | --------------------------------- |
| Algérie                   | 1962                              |
| Andorre                   | 1994                              |
| Angola                    | 1983                              |
| Antigua-et-Barbuda        | 1983                              |
| Arménie                   | 1992                              |
| Azerbaïdjan               | 1992                              |
| Bahreïn                   | 1989                              |
| Bangladesh                | 1975                              |
| Barbade                   | 1977                              |
| Biélorussie               | 1992                              |
| Bosnie-Herzégovine        | 1995                              |
| Brunei                    | 1991                              |
| Burundi                   | 1963                              |
| Cambodge                  | 1958                              |
| Cap-Vert                  | 1976                              |
| Comores                   | 1975                              |
| Îles Cook                 | 1997                              |
| Croatie                   | 1992                              |
| Chypre                    | 1971                              |
| Djibouti                  | 1979                              |
| Allemagne de l'Est        | 1949                              |
| Érythrée                  | 1993                              |
| Éthiopie                  | 1970                              |
| Fiji                      | 1975                              |
| Géorgie                   | 1992                              |
| Ghana                     | 1960                              |
| Grenade                   | 1985                              |
| Guyana                    | 1972                              |
| Irlande                   | 1979                              |
| Kazakhstan                | 1992                              |
| Kenya                     | 1963                              |
| Kirghizistan              | 1992                              |
| Maldives                  | 1972                              |
| Mali                      | 1960                              |
| Malte                     | 1972                              |
| Mauritanie                | 1965                              |
| Maurice                   | 1972                              |
| Micronésie                | 1989                              |
| Moldavie                  | 1992                              |
| Monténégro                | 2006                              |
| Mozambique                | 1975                              |
| Namibie                   | 1990                              |
| Niue                      | 2007                              |
| Corée du Nord             | 1949                              |
| Macédoine du Nord         | 1993                              |
| Oman                      | 1978                              |
| Palestine                 | 1988                              |
| Papouasie-Nouvelle-Guinée | 1976                              |
| Qatar                     | 1988                              |
| Rwanda                    | 1971                              |
| Samoa                     | 1975                              |
| Sénégal                   | 1971                              |
| Seychelles                | 1976                              |
| Singapour                 | 1990                              |
| Slovénie                  | 1992                              |
| Somalie                   | 1960                              |
| Soudan du Sud             | 2011                              |
| Yémen du Sud              | 1968                              |
| Suriname                  | 1976                              |
| Tadjikistan               | 1992                              |
| Tanzanie                  | 1964                              |
| Timor oriental            | 2002                              |
| Trinité-et-Tobago         | 1974                              |
| Tunisie                   | 1964                              |
| Turkménistan              | 1992                              |
| Ukraine                   | 1992                              |
| Ouzbékistan               | 1992                              |
| Viêt Nam                  | 1950                              |
| Zambie                    | 1964                              |
| Zimbabwe                  | 1980                              |

## Histoire

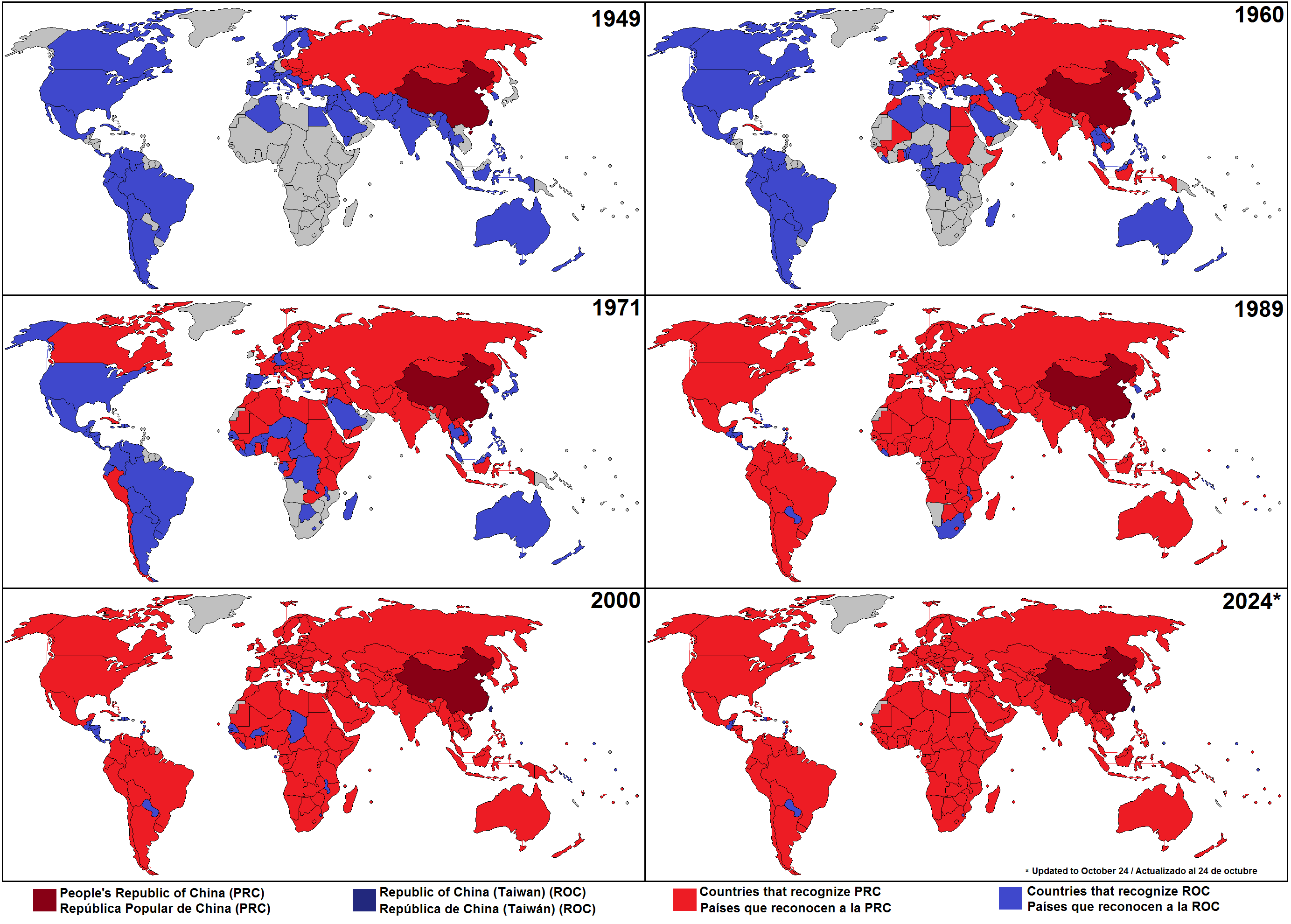
Une série de cartes illustrant la course entre la Chine et Taïwan pour la reconnaissance internationale.

Taïwan fut annexée par le Japon en 1895 après la première guerre sino-japonaise. Lors de l'expédition du Nord, les nationalistes vainquirent les chefs de guerre de l'armée de Beiyang et mirent en place un gouvernement unifié pour la Chine à Nankin. Les États-Unis reconnurent la république de Chine le 25 juillet 1928, le premier gouvernement à le faire. Les Japonais occupèrent une grande partie de la Chine pendant la Seconde Guerre mondiale. Après la défaite du Japon en 1945, Taïwan fut placée sous l'administration temporaire de la république de Chine pour gérer la reddition japonaise. La guerre civile chinoise éclata à nouveau entre les nationalistes et les communistes. Les communistes prirent le contrôle de la Chine continentale en 1949 et proclamèrent la république populaire de Chine (RPC), tandis que les nationalistes se réfugièrent à Taïwan avec le gouvernement de la république de Chine. En 1952, le Japon a renoncé à Taïwan dans le traité de San Francisco sans préciser à qui était cédée l'île. 
En septembre 2016, le ministère des Affaires étrangères prévoyait de démanteler moins de 10 de ses ambassades pour mener une « nouvelle politique en direction du Sud ». 
Depuis 1990, la république de Chine a vu 10 pays passer à la reconnaissance de la RPC. 
| Année | Reconnaissance de la RdC (Taïwan) | Reconnaissance de la RPC (Chine continentale) |
| ----- | --------------------------------- | --------------------------------------------- |
| 1969  | 71                                | 48                                            |
| 1971  | 68                                | 53                                            |
| 1973  | 31                                | 89                                            |
| 1978  | 21                                | 112                                           |
| 1986  | 23                                | 134                                           |
| 1990  | 28                                | 139                                           |
| 2012  | 23                                | 172                                           |
| 2013  | 22                                | 172                                           |
| 2016  | 21                                | 174                                           |
| 2017  | 20                                | 175                                           |
| 2018  | 17                                | 178                                           |

## Relations inter-détroit
L'accord du double-dix signé le 10 octobre 1945 est le seul document juridique entre les deux rives du détroit de Formose. Les politiques suivantes furent influencées par l'histoire de la guerre froide et la politique étrangère américaine d'endiguement en Asie de l'Est après la guerre de Corée. Avant le déclenchement de la guerre de Corée, les États-Unis préparaient un coup d'État au milieu des années 1950 pour remplacer Tchang Kaï-chek par Hu Shih et Sun Li-jen et placer le statut juridique de la république de Chine sous tutelle de l'ONU afin d'empêcher toute action légale de la PRC pour reprendre la main sur Taïwan, comme l'avait proposé Dean Rusk, fonctionnaire du département d'État américain,,. La résolution de Formose de 1955 fut adoptée à l'unanimité par le Congrès des États-Unis. La résolution du conflit entre les deux rives du détroit obligeait les deux parties à repenser les concepts de base tels que la souveraineté, la « Chine unique » et l'unification. 
L'existence de deux gouvernements parallèles a abouti à la campagne pour la répression des contre-révolutionnaires en RPC, à la levée de sa loi martiale sur son territoire et, plus récemment, à la promulgation de la loi anti-sécession de la RPC à l'égard de la république de Chine. Les deux parties ne disposent d'aucune mesure de renforcement de la confiance militaire dans le détroit « pour améliorer les relations entre militaires de manière à réduire les craintes d'attaque et le risque d'erreur de calcul militaire »,. Les tensions nucléaires ont augmenté depuis la promulgation de la loi anti-sécession par la RPC,,.
Ni Taipei ni Pékin ne voient leurs relations comme des relations étrangères. La position du gouvernement selon laquelle Taïwan et la Chine continentale font partie du même État est loin d'être acceptée par la population de Taïwan. En particulier, la Coalition pan-verte en faveur de l'indépendance considère Taïwan et la Chine comme des pays différents. En revanche, la Coalition pan-bleue favorable à la réunification estime que Taïwan et la Chine continentale font partie de la république de Chine. L'ancien président Lee Teng-hui a qualifié ces relations de « relations d'État à État spéciales ». Les administrations Chen ont décrit Taïwan et la Chine en déclarant « […] avec Taïwan et la Chine de part et d'autre du détroit de Taïwan, chaque côté est un pays ». L'ancien président Ma Ying-jeou est revenu à la position du gouvernement du début des années 1990, qualifiant les relations avec Pékin de relations privilégiées entre deux régions d'un même État. Cet État, selon Taïwan, est la république de Chine et, pour des raisons constitutionnelles, ni Taipei ni Beijing ne reconnaissent l'autre comme un gouvernement légitime,,. 
Le terme utilisé par les gouvernements taïwanais et chinois est celui de « relations inter-détroit », en référence au séparateur géographique, le détroit de Taïwan. La position constitutionnelle de Taipei est que le territoire de la RDC est divisé en « zone continentale » et en « zone libre » (également appelée « région de Taïwan »). Sur le plan administratif, les relations entre les deux rives ne sont pas menées par le ministère des Affaires étrangères de Taïwan, mais par le Conseil des Affaires Continentales, un organe du Yuan exécutif. Les relations avec Hong Kong et Macao sont également gérées par le Conseil des Affaires Continentale, bien que toutes les réglementations applicables à la Chine continentale ne s'appliquent pas automatiquement à ces territoires. 
Les gouvernements taïwanais et chinois n'interagissent pas directement. Les discussions se déroulent entre l'Association chinoise pour les relations autour du détroit de Taïwan et la Fondation taïwanaise des Échanges du Détroits, des organismes privés qui sont contrôlés et directement responsables devant le pouvoir exécutif de leurs gouvernements respectifs. 
Jusqu'à la fin des années 1990, Hong Kong et Macao étaient respectivement des colonies britanniques et portugaises. Ils ont fourni des points de transit neutres pour les personnes et les marchandises traversant le détroit. Eux et Singapour ont servi de lieu de rencontre pour les négociations entre les deux parties à cette époque. L'un des résultats de ces discussions a été le consensus de 1992, issu d'une réunion tenue en 1992 à Hong Kong. Dans le cadre de ce consensus, les deux parties conviennent que Taïwan et la Chine continentale sont sous la même souveraineté unique de la Chine, mais les deux parties conviennent de ne pas s'accorder sur la partie concernant qui est le représentant légitime de cette souveraineté. Mettant de côté ce désaccord, les deux parties sont convenues de coopérer sur des questions pratiques, telles que la reconnaissance de certifications authentifiées par l'autre partie. 
Les relations entre Taipei et Pékin se sont réchauffées sous le gouvernement Ma avec la promotion des liens inter-détroits et l'intensification des échanges économiques et sociaux entre les deux rives du détroit, mais les élections locales de 2014 les ont de nouveau refroidies. Une réunion de haut niveau s'est tenue le 11 février 2014 à Nankin. C'était la première fois que la Chine reconnaissait les plus hauts responsables du gouvernement taïwanais sur des questions touchant au détroit de Taïwan. Cela ne fut cependant pas bien accueilli par la Coalition pan-verte suivant le principe ex injuria jus non oritur de la loi anti-sécession. Une rencontre s'est tenue le 7 novembre 2015 entre les présidents Xi et Ma afin d'affirmer le consensus de 1992 avant les élections générales de 2016 à Taïwan et au milieu des essais de la marine américaine dans la zone contestée de la mer de Chine. Pékin a déclaré avoir interrompu tout contact avec le principal organe de liaison taïwanais en raison du refus de la présidente Tsai Ing-wen de reconnaître le principe d'une seule Chine. En 2021, les bureaux de représentations de Hong Kong et de Macao à Taïwan sont fermés.

## Relations bilatérales

### Bangladesh
Le Bangladesh a eu des échanges bilatéraux limités avec Taïwan depuis sa déclaration d'indépendance en 1971. Le Bangladesh est le deuxième partenaire commercial de Taïwan en Asie du Sud, en dépit d'un marasme mondial. Le Bangladesh exporte principalement des vêtements, du jute, des cuirs et des objets d'artisanat vers la république de Chine et importe textiles, machines, produits électroniques, acier et plastiques. 

### République de Corée (Corée du Sud)
La république de Chine reconnait l'établissement officiel de la première république de Corée en 1948. Le 4 janvier 1949, la république de Chine établit une ambassade à Myeong-dong à Séoul. La république de Corée considère le gouvernement de la république de Corée comme le seul représentant légitime de la péninsule coréenne. Le 23 août 1992, la Corée du Sud rompt ses relations diplomatiques avec la république de Chine au profit de la république populaire de Chine (RPC) dans le cadre de la Nordpolitik, et est le dernier pays asiatique à avoir effectué ce basculement.
En décembre 2021, la ministre taïwanaise Audrey Tang est invitée à participer à une conférence organisée par le gouvernement sud-coréen. Cette invitation est annulée peu avant la conférence par le gouvernement sud-coréen en raison des tensions entre Taïwan et la république populaire de Chine (RPC). Le ministère des Affaires étrangères sud-coréen précise que son pays ne reconnait officiellement que la RPC, mais cherche toutefois à « renforcer les échanges non officiels avec Taïwan ». Mais la Corée du Sud est contrainte car elle souhaite rester en bons termes avec la RPC qui joue un rôle crucial dans les relations inter-coréennees. Le ministère des Affaires étrangères de Taïwan émet une plainte officielle auprès du représentant sud-coréen dans l'île (la Corée du Sud n'a pas d'ambassadeur mais un chef de la mission coréenne à Taïwan),.

### République populaire démocratique de Corée (Corée du Nord)
Taïwan ne reconnaît pas la république populaire démocratique de Corée en tant qu'État.
Le Premier ministre taïwanais, Lai Ching-te, approuve l'interdiction totale des échanges entre Taïwan et la Corée du Nord en septembre 2017 Des hommes d'affaires taïwanais sont accusés de vendre du charbon, du pétrole et du gaz à la Corée du Nord, d'importer des textiles nord-coréens et d'avoir employé des Nord-Coréens sur des navires de pêche taïwanais.

### États-Unis

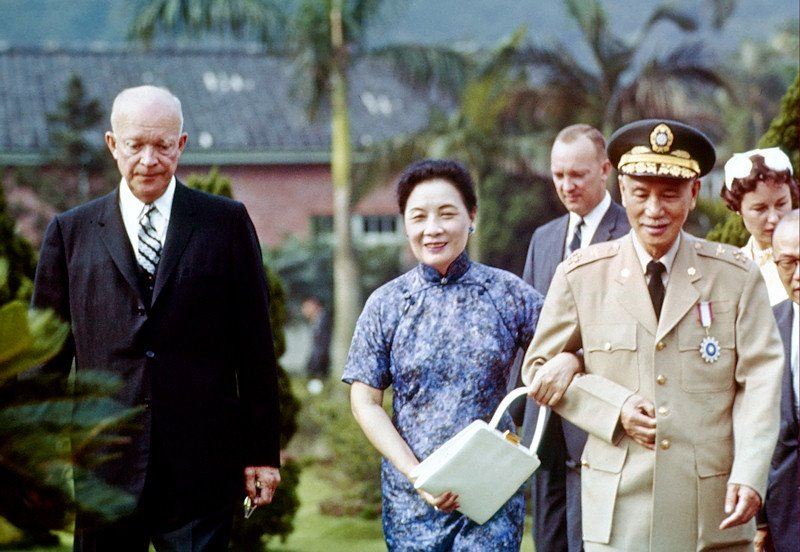
Le président américain Dwight D. Eisenhower et le président Tchang Kaï-chek de république de Chine à Taïwan. 1960.

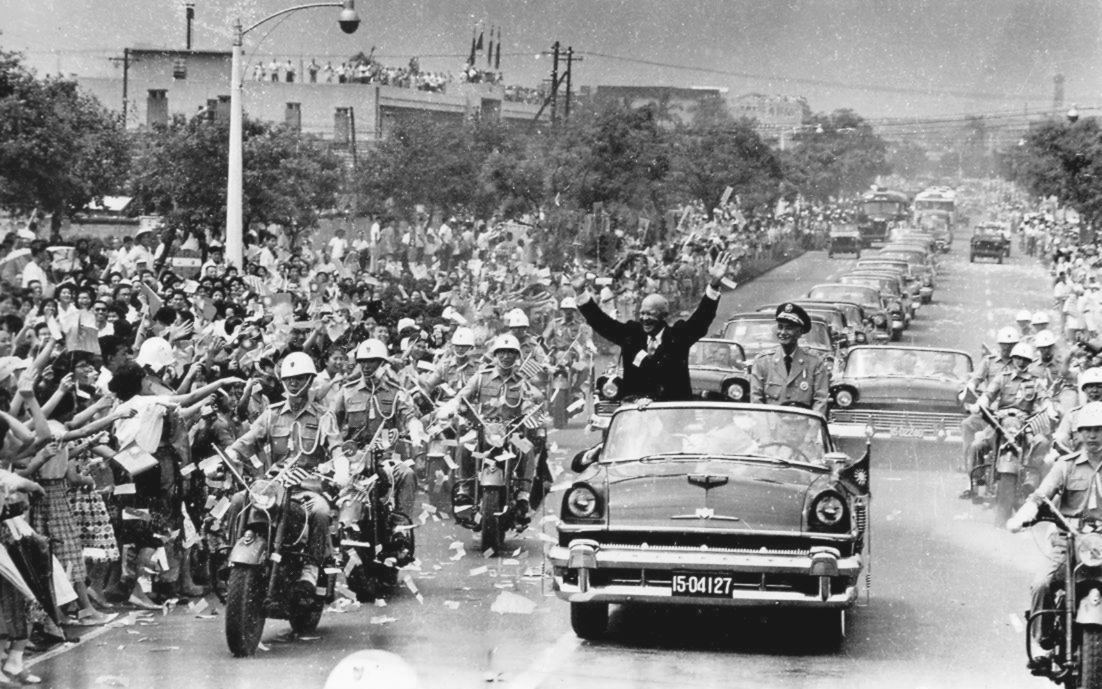
Tchang Kaï-chek et Eisenhower saluent la foule lors de la visite à Taïwan de juin 1960.

La république de Chine et les États-Unis ont signé un traité formel de commerce et de navigation en 1948 Les détenteurs de passeports taïwanais peuvent ainsi obtenir des visas E1 et E2, avec un statut de renouvellement indéfini, basés sur la poursuite ininterrompue de l'exploitation de leur entreprise aux États-Unis. En 1979, les États-Unis ont reconnu la république populaire de Chine au lieu de la république de Chine. Les relations commerciales, culturelles et autres sont régies par le 1979 Taïwan Relations Act de 1979. La loi ne reconnaît pas la terminologie de « république de Chine ». Les États-Unis ne soutiennent pas l'indépendance de Taïwan. 
Alex Wong, adjoint du secrétaire d'État américain, s'est rendu officiellement à Taïwan en mars 2018 pour protester contre l'amendement de la constitution de la république populaire de Chine supprimant les restrictions à la durée du mandat présidentiel. En juillet 2002, le ministre de la Justice, Chen Ding-nan, a été le premier représentant du gouvernement taïwanais à être invité à se rendre à la Maison-Blanche après le changement de gouvernement. 
Bien que les États-Unis aient reconnu la politique d'une seule Chine de la RPC, ils n'acceptent pas les revendications de la RPC sur Taïwan,,. Le nom officieux « Taïwan » a été mentionné dans les Trois Communiqués entre les États-Unis et la Chine. Conformément à la politique d'une seule Chine des États-Unis, le fait de lever le drapeau de la république de Chine sur le sol américain n'est pas approuvé par les États-Unis,.
Les détenteurs d'un passeport taïwanais sont inclus dans le programme américain d'exemption de visa pour un séjour de 90 jours. 
Après 1979, le Conseil d'Affaires USA-Taïwan a continué à faciliter l'activité commerciale (surtout liée à la technologie des semi-conducteurs) et la vente d'armes,,. La Chambre des représentants des États-Unis a ajouté un amendement au budget de la défense des États-Unis pour l'exercice 2016 qui comprend une clause incitant la république de Chine à participer à l'exercice militaire biennal Rim of the Pacific (RIMPAC). Le Département d'État des États-Unis entretient une coopération bilatérale étroite avec Taïwan avec programme Fulbright du Bureau des affaires éducatives et culturelles,,. 
Les différends récents entre les États-Unis et Taïwan comprennent l'interdiction par Taïwan d'importer du bœuf et du porc (y compris américains), qui a été résolue après que Taïwan ait adopté une nouvelle norme sur la limite maximale de résidus de ractopamine dans le bœuf et le porc.

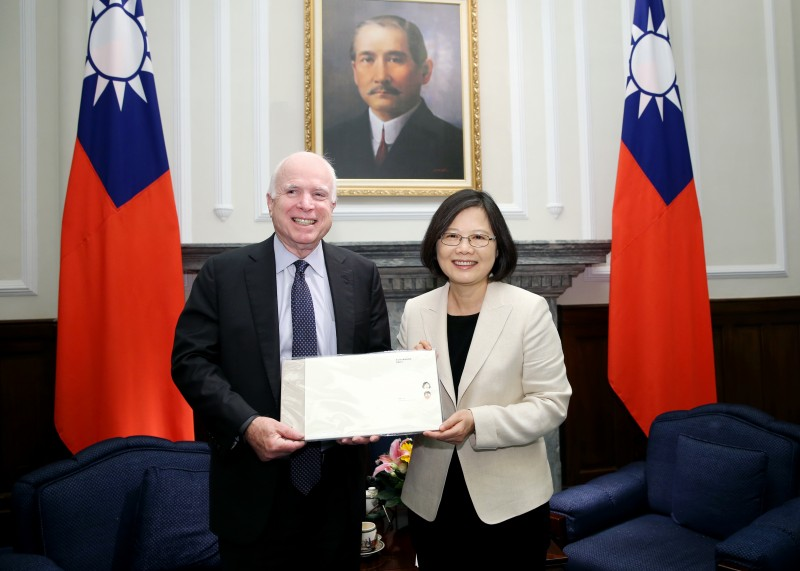
La présidente Tsai Ing-wen rencontre la délégation du Sénat américain conduite par John McCain, juin 2016.

En 2007, le Congrès des États-Unis a adopté une mesure qui renforcerait considérablement les liens des États-Unis avec Taïwan. La Chambre des représentants des États-Unis a passé une résolution appelant à la levée des restrictions lors de visites de hauts responsables taïwanais. La résolution a noté que « chaque fois que des visiteurs de haut niveau en provenance de la république de Chine, y compris le président, cherchent à venir aux États-Unis, leurs demandes aboutissent à une période de négociations complexes, longues et humiliantes ». Il est ajouté « En levant ces restrictions, nous aiderons à sortir un ami et allié des États-Unis de son isolement, ce qui sera bénéfique pour la paix et la stabilité dans la région Asie-Pacifique ». 
Un projet de loi a été présenté pour soutenir la demande de la république de Chine de rejoindre l'ONU. Le projet de loi stipulait que celle-ci ainsi que ses 23 millions d'habitants « méritaient d'être membres des Nations Unies » et que les États-Unis devaient respecter leur engagement « de soutenir plus activement l'adhésion de Taiwan à des organisations internationales appropriées ». Le projet de loi a été présenté le 8 novembre 2007. Le mouvement a été dirigé par Scott Garrett, représentant du New Jersey. 
Les relations diplomatiques non officielles sont néanmoins maintenues des deux côtés par le biais d'ambassades de facto, qui sont techniquement des « organisations privées » composées de diplomates de carrière officiellement « en congé ». Le réseau d'ambassades de facto du pays est le bureau de représentation économique et culturel de Taipei (TECRO), avec des bureaux à Washington, dans 12 villes américaines et de nombreux autres pays sans lien officiel. L'organisation analogue des États-Unis est l'American Institute in Taïwan (AIT). En 2010, des responsables de république de Chine avaient effectué des visites quasi officielles aux États-Unis aux niveaux gouvernemental et politique,.

### Amériques
Le 31 mars 2004, la Dominique a mis fin à sa reconnaissance de la république de Chine, amorcée en 1983, en échange de 117 millions de dollars sur six ans offerts par la république populaire de Chine. 
Le 18 mars 2014, l'ancien président du Guatemala, Alfonso Portillo, a plaidé coupable devant le tribunal fédéral de Manhattan pour avoir accepté des pots-de-vin en échange de la reconnaissance de la république de Chine. Le Président Pérez Molina a déclaré que les relations entre le Guatemala et la république de Chine étaient solides et que les aveux de Portillo n'affecteraient pas les relations diplomatiques entre les deux pays. Le ministère des Affaires étrangères de Taïwan a refusé de commenter. 

### Panama
Le 13 juin 2017, le gouvernement panaméen a renversé ses relations, rompant ainsi ses liens avec Taïwan. Les Panaméens qui étudient à Taïwan ont la possibilité de retourner au Panama dans les 30 jours ou de poursuivre leurs études en Chine. Le Panama était motivé par des promesses d'investissements de plusieurs milliards de dollars. Tout a commencé avec une lettre adressée en 2015 au gouvernement chinois qui, selon Isabel de Saint Malo, vice-présidente du Panama, avait pour titre Le Panama veut créer des liens avec la Chine. Le contenu de la lettre reste confidentiel, ainsi que les raisons pour lesquelles elle a été envoyée. L'identité de la personne ayant remis la lettre et aidé au processus de basculement, qui est décrit comme « un membre distingué de la communauté chinoise vivant au Panama », est également confidentielle. L'ex-ambassadeur des États-Unis au Panama, John Feeley, a déclaré qu'il avait interrogé le président panaméen, Juan Carlos Varela, à propos du basculement de 2016, mais que Varela lui avait menti, affirmant qu'il n'était pas prévu de procéder à la transition. Il a également dit que Varela ne lui avait pas dit la vérité jusqu'à une heure avant l'annonce nationale. D'autres ont demandé pourquoi le gouvernement panaméen continue d'utiliser des équipements donnés par Taïwan. Le gouvernement panaméen n'a initialement donné aucune raison, affirmant par la suite que « la Chine est le deuxième utilisateur du canal de Panama » et le président Varela a déclaré que c'était parce qu'il « ne pouvait plus l'accepter » et que « c'est ce que tout leader responsable ferait ». Le gouvernement panaméen a officiellement déclaré que Taïwan était une partie inaliénable de la Chine et que le basculement devait se conformer à la politique d'une seule Chine. Le gouvernement de Taïwan avait déclaré que le Panama était son « allié numéro un » et qu'il ne participerait pas à la diplomatie du carnet de chèques de Beijing. Le gouvernement taïwanais s'est plaint du fait que le Panama avait dissimulé de manière malveillante le processus de basculement jusqu'au dernier moment. Au cours de la première année de relations diplomatiques, 19 traités ont été signés, dont un traité de libre-échange. Varela a déclaré que son objectif principal était de permettre aux ressortissants chinois d'investir facilement au Panama. Les controverses entourant le passage subit, notamment le manque de respect de la légalité, les niveaux de confidentialité inhabituellement élevés et le fait que quelques semaines avant le basculement, Taïwan avait fait don d'équipement médical au Panama. En 2018, le premier vol Pékin - Panama assuré par Air China a atterri à l'aéroport international de Tocumen, avec une escale technique à Houston. Varela a qualifié cela de jalon dans l'aviation panaméenne. En raison de ce nouvel itinéraire, le ministère panaméen du tourisme attend au moins 40 000 visiteurs chinois par an. « Histoire et réalité socio-économique » ont été cités comme raisons. Varela a déclaré que le mouvement était soutenu par des relations diplomatiques datant de 1912 et qu'il renforçait les relations existantes, même si ces relations étaient avec la république de Chine et non avec la république populaire de Chine. En conséquence, la ville de Panama a été presque immédiatement ajoutée à la liste des destinations touristiques officiellement approuvées par la Chine,,,. Le Parti communiste chinois (ou le gouvernement) a offert au gouvernement dirigé par le parti Panameñista une étude de faisabilité gratuite pour le quatrième jeu d'écluses prévu dans le canal de Panama, afin d'obtenir un avantage concurrentiel pour le choix de l'entreprise pour la construction de ces écluses, sans oublier les projets d'un parc industriel de 1 200 hectares sur la côte pacifique et d'un campus de 4 hectares à Amador, près du Biomusée, pour abriter l'ambassade de la république populaire de Chine au Panama. On craint également que le Panama ne se transforme en une zone de conflit entre les États-Unis d'Amérique et la république populaire de Chine, en raison de son emplacement stratégique. Un organisme gouvernemental panaméen a déclaré par la suite que ce changement avait eu lieu à cause des violations de la non-reconnaissance par la présidente taïwanaise Tsai Ing-wen du consensus de 1992 concernant la Chine, Taïwan et la politique de la Chine unique. Le journal panaméen La Estrella a remis en question les raisons initialement invoquées par Varela, telles que « la Chine est la plus grande population du monde, la deuxième économie en importance et le plus grand utilisateur du canal de Panama », qualifiant les actions de Varela de contradictoires et indiquant que les raisons invoquées par Varela étaient la réalité dans laquelle le Panama avait vécu pendant des décennies, aussi ne pouvait-il pas être considéré comme une raison valable de changer. Le même journal indiquait également que les projets de la Chine en Amérique latine convainquent facilement les nations latino-américaines, avec des avantages apparents à court terme mais avec une dépendance à long terme pour la Chine, et que la Chine envahit silencieusement ces pays et l'Amérique latine en général,,. Il est également à craindre qu'à long terme les investissements chinois ne servent à prendre le contrôle de l'économie panaméenne.  

### République dominicaine
Le 1er mai 2018, la République dominicaine a elle aussi basculé. Au départ, le gouvernement n'a donné aucune raison, bien qu'il ait ensuite déclaré lors de la cérémonie que Taïwan était une partie inaliénable de la Chine et que le basculement avait pour but de se conformer à la politique d'une seule Chine. Il était motivé par des prêts et des investissements d'une valeur de 3,1 milliards de dollars. « L'histoire et la réalité socio-économique » ont été citées comme raisons du basculement. Flavio Darío Espinal, un exécutif du gouvernement, a déclaré : « Dans les mois et les années à venir, d'énormes possibilités de coopération s'ouvriront progressivement, non seulement dans le domaine commercial, mais également dans les domaines financier, technologique, touristique, éducatif ou énergétique. Pour ne prendre qu'un exemple, plus de 135 millions de touristes chinois visitent chaque année des destinations internationales. L'établissement de ces relations diplomatiques permettra à une partie de ce tourisme de se répandre dans notre pays dans un avenir proche. Et ce n'est que l'une des choses qui vont s'améliorer. »,.

### Salvador
Le 20 août 2018, le Salvador a rompu ses liens avec Taïwan et en a établi avec la RPC. Le Salvador ne reconnaît plus que la république populaire de Chine. Tout comme le Panama et la République dominicaine, l'événement a été retransmis à l'échelle nationale à la radio et à la télévision. Quelques heures avant l'annonce, Taïwan a annoncé avoir rompu ses liens avec le Salvador, évoquant l'établissement imminent de relations diplomatiques et commerciales avec la RPC (Chine). Le président du Salvador a déclaré que son gouvernement avait décidé de procéder à la transition en raison de la résolution 2758 des Nations unies. Taïwan n'a plus que 17 alliés diplomatiques dans le monde. Le gouvernement taïwanais a déclaré que le basculement n'était pas influencé par le gouvernement chinois mais plutôt par le refus de Taïwan de financer la construction de Puerto La Unión et l'élection présidentielle salvadorienne du Salvador en 2019. En réponse, le sénateur américain Marco Rubio a déclaré que la décision prise par le Salvador était terrible et a menacé de couper les fonds au pays. Rubio a également déclaré que le basculement aurait pu être influencé par une promesse [du Parti communiste chinois ] d'aider à financer le parti politique au pouvoir au Salvador, afin de remporter à nouveau les élections. 

### Haïti
Haïti est l'un des 12 pays à reconnaître actuellement la république de Chine. En 2018, Taïwan a offert un prêt de 150 millions de dollars au réseau électrique haïtien afin de maintenir ses relations diplomatiques avec le pays après que son voisin, la République dominicaine, a rompu ses relations avec Taïwan. En 2018, le président d'Haïti s'est rendu à Taïwan pour discuter de questions économiques et de relations diplomatiques. Roudy Stanley Penn, ambassadeur d'Haïti, a présenté une copie de ses lettres de créance, le 19 mai à Taipei, à Joseph Wu, le ministre des Affaires étrangères.

### Monde arabe

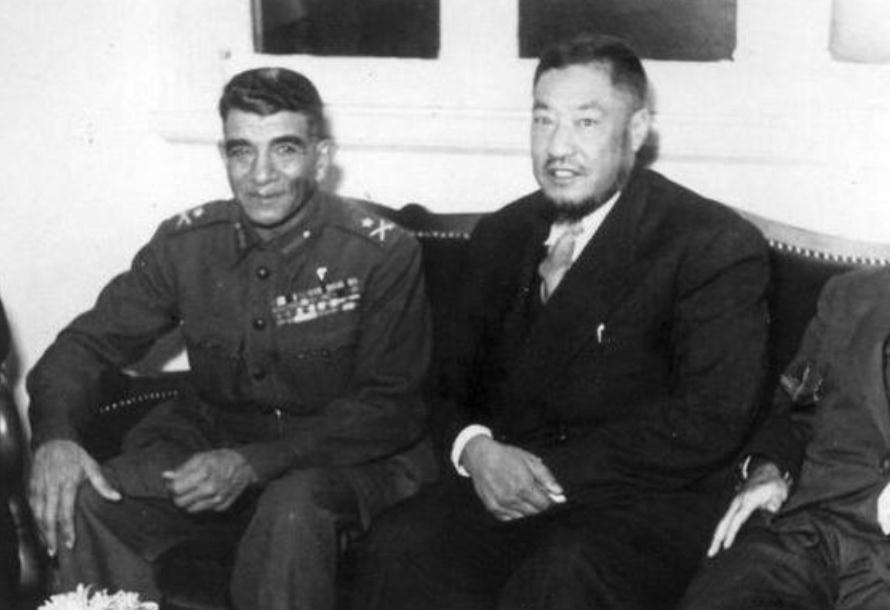
Le président Muhammad Naguib avec le général Ma Bufang, musulman chinois de l'Armée nationale révolutionnaire du Kuomintang.

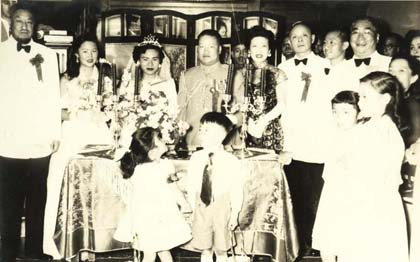
Le général Ma Bufang de l'Armée révolutionnaire avec l'ambassadeur du Kuomintang en Arabie saoudite en 1955.

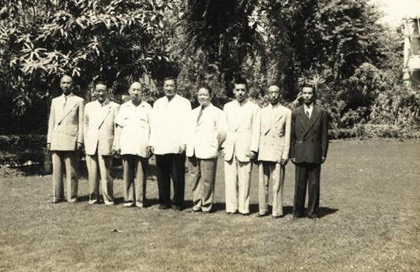
Ma Bufang et sa famille en Égypte en 1954.

L'Égypte a maintenu ses relations jusqu'en 1956, lorsque Gamal Abdel Nasser a coupé les relations et a reconnu la république populaire de Chine. Ma Bufang, qui vivait alors en Égypte, a reçu l'ordre de s'installer en Arabie saoudite et est devenu ambassadeur de Taïwan en Arabie saoudite. L'Arabie saoudite mit fin à ses relations diplomatiques avec la république de Chine en 1990. L'ambassadeur Wang Shi-ming était un musulman chinois et l'ambassadeur de la république de Chine au Koweït. La république de Chine a également maintenu des relations avec la Libye et l'Arabie saoudite. 

### Inde
Des réunions de dirigeants entre Taïwan et l'Inde ont eu lieu au début des années 1940, avant l'indépendance de l'Inde vis-à-vis de la Grande-Bretagne. Taïwan est inclus dans la politique indienne du Look East. Les relations bilatérales entre l'Inde et Taïwan se sont améliorées à partir des années 1990, malgré l'absence de relations diplomatiques officielles,. L'Inde ne reconnaît que la république populaire de Chine. Cependant, les liens économiques et commerciaux ainsi que les contacts entre les peuples se sont développés. À l'instar de la RPC, la république de Chine conteste la frontière entre l'Inde et la Chine en Arunachal Pradesh. La Constitution de la république de Chine déclare que cette région fait partie du sud du Tibet et conteste la validité de la ligne McMahon. 

### Iran
Le 1er juin 1920, un accord d'amitié fut signé entre la république de Chine et l'Iran. Les ratifications ont été échangées le 6 février 1922, avec effet le même jour. Ces relations ont pris fin en 1971 lorsque Téhéran a reconnu Pékin. 

### Japon

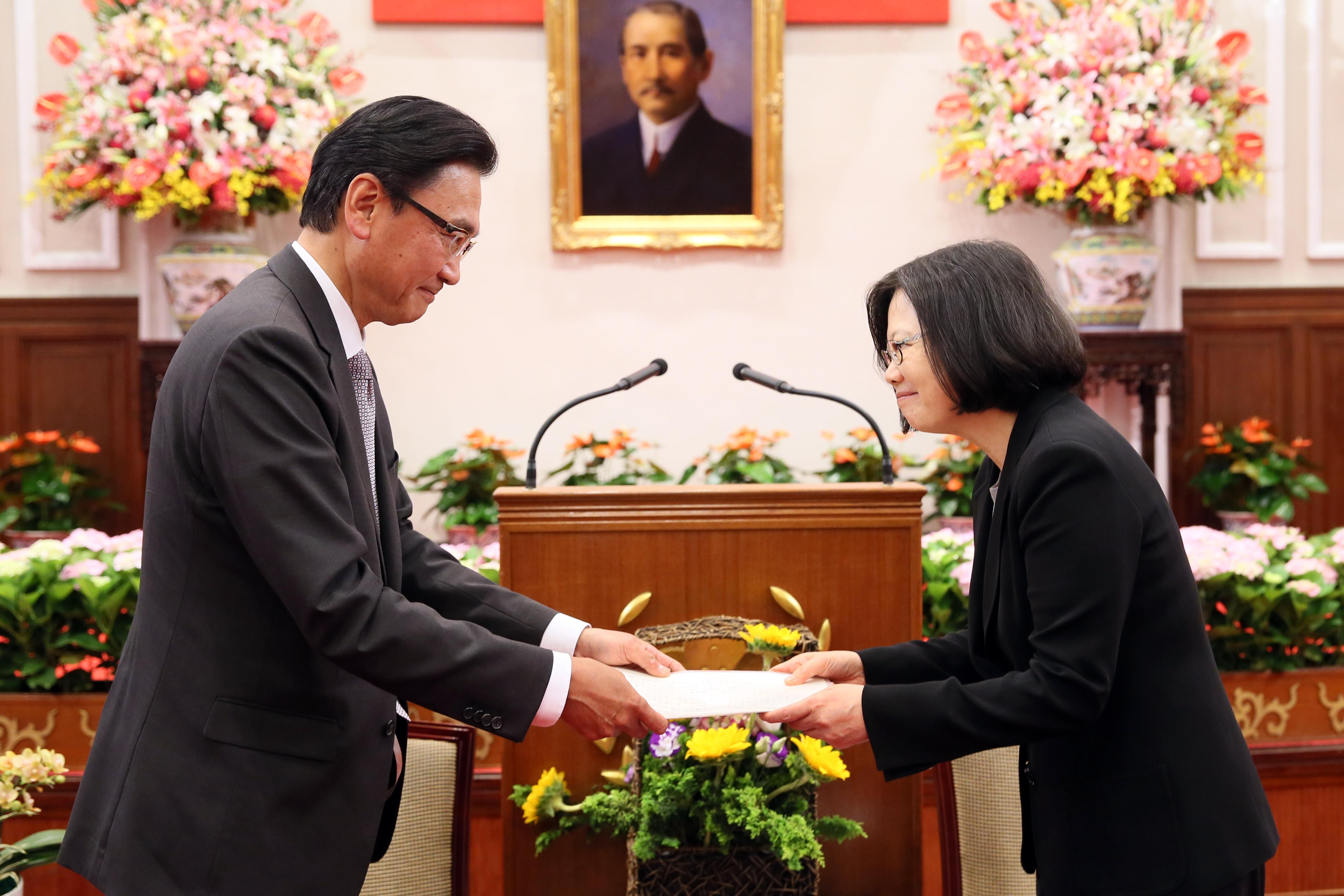
Keiji Furuya, membre de la Chambre des représentants du Japon, et la présidente Tsai Ing-wen à Taïwan, le 20 mai 2016.

En septembre 1972, le Japon cesse ses relations diplomatiques avec la république de Chine, au profit de la république populaire de Chine. Les deux pays gardent tout de même des liens non-gouvernementaux importants, entre autres par l'intermédiaire de l'Interchange Association, ambassade officieuse du Japon à Taïwan, et de l'Association of East Asian Relations, ambassade officieuse de Taïwan au Japon.
Les deux parties restent divisées sur la question de souveraineté sur les îles Senkaku.

### Malaisie
Les relations sont menées à un niveau non officiel. Kuala Lumpur a adopté la politique d'une seule Chine en 1974, reconnaissant la république populaire de Chine. La Malaisie exploite un Centre de commerce et d'amitié à Taipei et la république de Chine a un bureau économique et culturel à Kuala Lumpur. 

### Mongolie
Jusqu'en 1945, la Chine nationaliste revendiquait la souveraineté sur la Mongolie, mais sous la pression soviétique et dans le cadre du Traité d'amitié et d'alliance sino-soviétique d'août 1945, elle reconnut l'indépendance de la Mongolie. En 1953, en raison de la détérioration des relations diplomatiques avec l'Union soviétique, elle a révoqué cette reconnaissance et a réaffirmé le statut de la Mongolie comme partie de la Chine,. 
Le 3 octobre 2002, le ministère des Affaires étrangères a reconnu la Mongolie en tant que pays indépendant bien qu'aucune mesure législative n'ait été prise pour remédier aux préoccupations suscitées par les revendications constitutionnelles sur la Mongolie. Un bureau de représentation économique et culturelle de Taipei a été ouvert à Oulan-Bator et Taipei a exclu la Mongolie de la définition de la « zone continentale » pour des raisons administratives. En 2006, les anciennes lois régissant la formation de bannières et de monastères en Mongolie extérieure ont été abrogées. Les bureaux établis pour appuyer les revendications de Taipei sur la Mongolie extérieure, tels que la Commission des affaires mongoles et tibétaines sont en sommeil,. Cependant, les frontières officielles de la république de Chine n'ont pas été modifiées. Le statut officiel de reconnaissance est actuellement ambigu, bien qu'en pratique la Mongolie soit traitée comme une puissance étrangère ordinaire.

### Paraguay

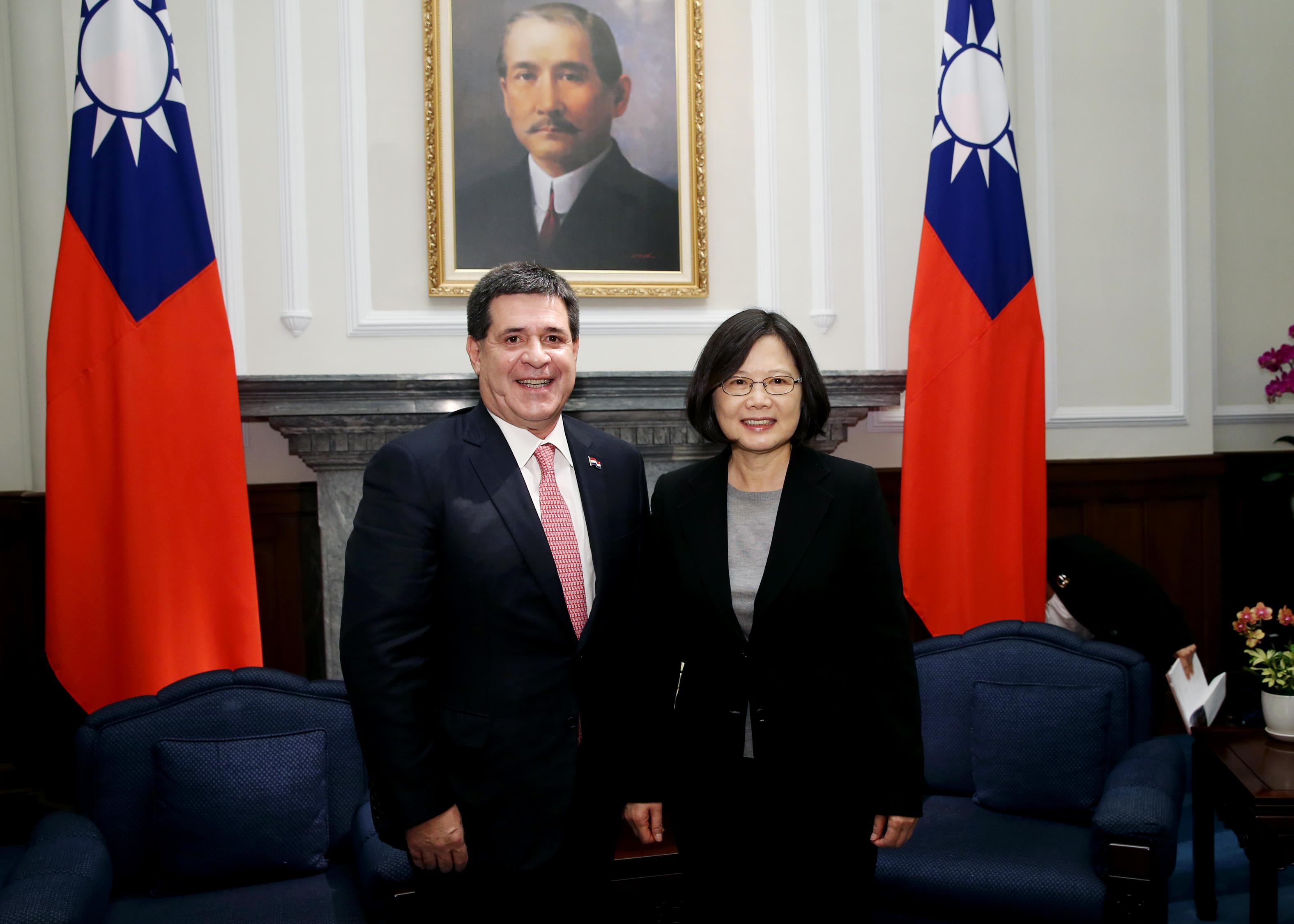
Le président du Paraguay, Horacio Cartes, et la présidente Tsai Ing-wen à Taïwan.

L'éviction de Stroessner (favorable à Taïwan) en 1989 et le remplacement de son successeur Andrés Rodríguez en tant que président démocratiquement élu ont été immédiatement suivis d'une invitation de Pékin à changer de reconnaissance diplomatique. Cependant, l'ambassadeur de Taïwan, Wang Sheng, et ses diplomates ont pu convaincre les Paraguayens que le maintien de la relation avec la république de Chine, et donc de l'aide au développement de celle-ci et de l'accès à ses marchés seraient plus avantageux pour le Paraguay. [réf. nécessaire]

### Philippines
Les Philippines reconnaissent la politique d'une seule Chine mais entretiennent des relations avec la république de Chine par l'intermédiaire du bureau économique et culturel de Manille à Taipei et du bureau économique et culturel de Taipei à Manille. Les deux bureaux ont été créés en 1975 et ont été organisés en sociétés à but non lucratif. Les Philippines sont le pays de référence pour la politique 2016-2020 en direction du Sud de la république de Chine, avec lequel il est prévu de renforcer les liens. L'administration Aquino avait initialement bien accueilli cette initiative. Toutefois, l'administration Duterte élue en mai 2016 a compliqué la situation car le président Duterte était perçu comme «pro-chinois» et préférerait donc de meilleures relations avec le continent qu'avec Taïwan. Des analystes politiques lors d'un forum à Manille ont déclaré que les relations entre les Philippines et la république de Chine auraient été la meilleure coalition en Extrême-Orient, si les différends territoriaux entre les deux pays en mer de Chine méridionale n'avaient pas existé. Les Philippines soutiennent l'adhésion de la république de Chine à l'Unesco[réf. nécessaire].

### Russie
Pendant la guerre civile chinoise, l'Union soviétique avait des relations tumultueuses mais stratégiques avec la Chine nationaliste dirigée par le Kuomintang jusqu'en 1949. Lors de la deuxième crise du détroit de Taïwan, le dirigeant soviétique Nikita Khrouchtchev recommanda l'internationalisation de la question de Taïwan et appela les Nations unies à intervenir. Le Parti communiste de l'Union soviétique réunit le sommet des Dix Nations à New Delhi pour débattre de la question le 27 septembre 1958, ce qui fut un élément précurseur de la rupture sino-soviétique qui a suivi. Depuis la création de la fédération de Russie, Taïwan a exporté de nombreux matériaux ferriques en Russie en 2004-2005. En 2005, le montant total des échanges commerciaux entre les deux économies s'élevait à 2 188 944 473 dollars. La Russie a un bureau de représentation à Taipei et Taïwan a un bureau de représentation à Moscou. La Russie conserve un solde positif dans ses relations commerciales avec Taïwan, principalement constituée de pétrole brut, de fonte et d'acier, de métaux non ferreux, de produits pétrochimiques, de ferro-alliages, de charbon à coke, de bois d'œuvre et d'engrais chimiques. La Russie importe principalement des produits électroniques et des composants électroniques, des ordinateurs, des composants informatiques et des appareils ménagers. Les deux pays ont établi des relations diplomatiques non officielles entre 1993 et 1996. Taipei cible la Russie pour ses opportunités d'exportation et son potentiel marketing. 

### Singapour
Singapour a maintenu des relations non officielles avec la république de Chine aussi bien qu'avec la RPC jusqu'en 1992. Lors de la deuxième réunion ministérielle de la Coopération économique pour l'Asie-Pacifique présidée par Singapour en 1990, il a été décidé d'y inclure la république de Chine, à partir de la troisième réunion ministérielle à Séoul. Après l'établissement de relations diplomatiques entre Singapour et la république populaire de Chine le 3 octobre 1992, Singapour a maintenu des liens économiques et militaires étroits avec Taïwan dans le cadre de sa tentative de se positionner en tant que partie neutre. Une dispute diplomatique a éclaté entre la Chine et Singapour lorsque Lee Hsien Loong s'est rendu à Taïwan un mois avant d'être assermenté au poste de Premier ministre de Singapour. Le ministère de la Défense de Singapour a pris des mesures pour corriger un rapport erroné du Liberty Times sur un exercice militaire conjoint entre Singapour et Taïwan en mars 2005. Singapour est le seul pays étranger à maintenir des camps d'entraînement militaire à Taïwan et continue à y envoyer régulièrement du personnel d'infanterie, d'artillerie et de blindés. La république populaire de Chine a proposé de soutenir la réinstallation de tout ou partie de ces installations à Hainan,. Sur la question de la participation des Nations unies à Taïwan, George Yeo et Mark Chen, ministres des Affaires étrangères des deux pays, ont eu en 2004 un échange houleux compliqué par l'insistance de la Chine, selon laquelle un accord de libre-échange ne peut être conclu que parmi des États souverains. En conséquence, Singapour et Taïwan ont signé un « accord de partenariat économique (ASTEP) entre Singapour et le territoire douanier distinct de Taïwan, Penghu, Kinmen et Matsu (ASTEP) » en novembre 2013,.

### Afrique

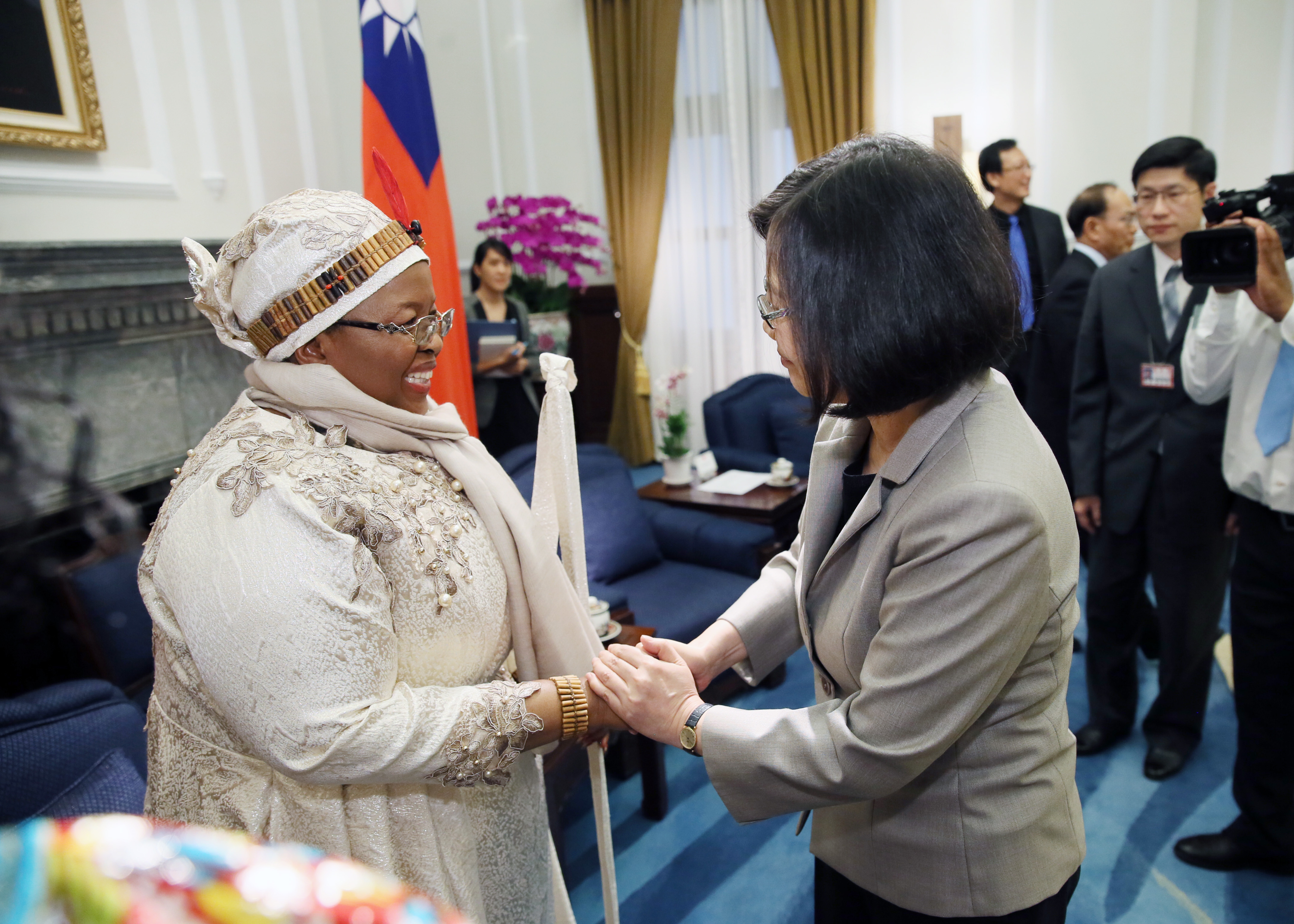
La reine mère Ntombi Tfwala de l'Eswatini et la présidente Tsai Ing-wen à Taïwan.

En 1960, les gouvernements de Taipei et de Pékin, pour le compte de la république de Chine et de la république populaire de Chine, ouvrent leur politique étrangère aux nouveaux États indépendants d'Afrique, chacun afin d'affirmer son statut et sa reconnaissance sur la scène internationale vis-à-vis de l'autre. Cette offensive diplomatique s'inscrit également dans un contexte de Guerre froide, celle de Taïwan étant vue dans le bloc de l'Ouest comme une lutte contre la montée du communisme.
Taïwan a une ambassade (en) à Mbabane, en Eswatini. Le 7 juin 2016, la Police nationale et le service de police royale de l'Eswatini ont signé un pacte transfrontalier de lutte contre la criminalité comprenant des échanges, des enquêtes, des visites de personnel, le renforcement de compétences professionnelles et une assistance technique. Le roi d'Eswatini Mswati III s'est rendu à Taïwan dix-sept fois en juin 2018 et a promis de continuer à reconnaître Taïwan à la place de la RPC. En juin 2018, l'ambassadeur de Taïwan était Thomas Chen (« 陳經銓 »).
L'Afrique du Sud a basculé sa reconnaissance pour la PRC en 1998. Le Liberia a reconnu la république de Chine en 1989 mais est revenu à la RPC en octobre 2003. 
La Gambie a reconnu la république de Chine de 1968 à 1974, puis de 1995 au 14 novembre 2013, lorsque le bureau du président Yahya Jammeh a annoncé la fin de ses relations diplomatiques, avec effet immédiat. La république populaire de Chine a reconnu la Gambie le 17 mars 2016. 
En décembre 2016, le gouvernement de Sao Tomé-et-Principe a lui aussi basculé. 
Le Burkina Faso a reconnu la république de Chine à partir de 1994, mais a coupé ses relations diplomatiques en mai 2018 pour établir des relations avec la RPC.
En 2020, les autorités du Somaliland et de Taïwan signent un accord mutuel afin d'établir des relations bilatérales, conduisant à terme l'ouverture de bureaux de représentations sur chacun de leurs territoires,. Cette relation a la particularité d'avoir lieu entre deux territoires non reconnus en tant qu'États indépendants par l'ONU. Elle n'a pas non plus de caractère diplomatique officiel, d'où la création de bureaux de représentations plutôt que d'ambassades officielles.

### Venezuela
En 2007, le Venezuela a décidé de ne pas renouveler le visa de cinq membres de la représentation commerciale de Taïwan à Caracas. Les relations avec le Venezuela se sont détériorées en raison du partenariat croissant entre le gouvernement vénézuélien et la Chine. 

### Viêt Nam
Les relations entre Taïwan et le Viêt Nam se déroulent à un niveau non officiel, Hanoï adhérant à la politique d'une seule Chine et reconnaissant officiellement la RPC uniquement. Toutefois, cela n'a pas empêché des visites bilatérales ni des flux importants de migrants et d'investissement entre Taïwan et le Viêt Nam. Taïwan est un important partenaire d'investissement direct étranger au Viêt Nam. 
Le Viêt Nam est le seul pays communiste à entretenir des relations non officielles avec Taïwan.

### Océanie
La république de Chine entretient des relations diplomatiques avec trois pays d'Océanie : les Îles Marshall, les Palaos et Tuvalu. La Chine a des relations avec huit autres pays (dont l'Australie, la Papouasie-Nouvelle-Guinée, le Vanuatu, la Nouvelle-Zélande et les Fidji). Le Pacifique est une zone de concurrence diplomatique intense et continue entre Pékin et Taipei, plusieurs pays (Nauru, Kiribati, Vanuatu) ayant basculé leur soutien diplomatique au moins une fois. La Chine et Taïwan fournissent toutes deux une aide au développement à leurs alliés respectifs. En échange, les alliés de Taïwan soutiennent sa candidature à l'Organisation des Nations unies. Taïwan est l'un des plus importants partenaires économiques de Tuvalu et de Nauru. 

#### Histoire
En septembre 2006 s'est tenu le premier sommet régional des alliés de Taïwan dans les îles du Pacifique, organisé par les Palaos à Koror. La réunion a réuni le Président Chen et des délégués des Îles Marshall, des Tuvalu, de Nauru, des Palaos, des Îles Salomon et de Kiribati. Cet événement allait devenir un événement régulier, connu sous le nom de Sommet Taïwan-Alliés du Pacifique,. Les Îles Marshall ont accueilli une deuxième réunion régionale en octobre et le président Chen y a assisté. Cela a abouti à la Déclaration de Majuro, dans laquelle les six alliés du Pacifique de Taïwan ont réaffirmé leur reconnaissance de la souveraineté de la république de Chine et ont promis de soutenir les tentatives de celle-ci de rejoindre les Nations unies. 
En juin 2007, Taïwan a fait don d'une enveloppe d'aide de 700 000 euros, distribuée à huit organisations régionales du Pacifique. 
En janvier 2008, à la suite de la victoire du Kuomintang aux élections taïwanaises, le député du Kuomintang Yang Li-huan a déclaré que sous le nouveau gouvernement, l'intérêt de Taïwan pour le Pacifique pourrait diminuer. Trois jours plus tard, toutefois, il a été confirmé que la vice-présidente de Taïwan, Annette Lu, effectuerait une visite diplomatique aux Îles Marshall, à Nauru et aux Îles Salomon. 
En mars 2008, le président taïwanais Ma Ying-jeou a déclaré que son gouvernement mettrait fin à la « diplomatie du livre de chèques » de Taïwan dans le Pacifique (ou plus précisément similaire à la condition de la diplomatie utilisée). En mai de la même année, Ma a appelé à ce qu'il a appelé un « cessez-le-feu » dans la compétition entre la Chine et Taïwan pour obtenir des alliés diplomatiques. Cela faisait suite à un scandale dû aux allégations selon lesquelles le ministre des Affaires étrangères de Taïwan, James Huang, aurait tenté d'acheter la reconnaissance diplomatique de la Papouasie-Nouvelle-Guinée,. Le ministre des Affaires étrangères de Papouasie-Nouvelle-Guinée, Sam Abal, a confirmé par la suite que son pays n'avait pas l'intention de reconnaître la république de Chine. 
En octobre, Taïwan a annulé un sommet prévu avec ses alliés des îles du Pacifique. Bien que les autorités aient évoqué des « problèmes de préparation », Radio Australie a déclaré que « cette décision semble constituer une tentative de la nouvelle administration du président Ma Ying-jeou de diminuer les activités diplomatiques de l'île et d'éviter d'offenser la Chine ». En juin 2009, le ministère des Affaires étrangères a annoncé que le président Ma « participerait à un sommet de [...] direction entre Taïwan et ses alliés du Pacifique Sud » à l'automne. Les chefs d'État des six alliés de Taïwan dans la région assisteraient à ce sommet, qui serait axé sur « la lutte contre la contraction économique actuelle, le changement climatique et les moyens de renforcer le secteur de la pêche ». En annonçant le sommet, le ministère a ajouté que Ma avait « développé un penchant pour la région du Pacifique lors de sa précédente visite aux Îles Salomon, lorsqu'il avait vu une poignée d'enfants sur un marché vendant des noix de bétel et des pastèques tout en portant des chemises données par des habitants de Taïwan ». 
En juillet 2009, Taïwan a fait un don de plus de 40 000 euros à un programme de bourses d'études destiné à des étudiants de pays du Pacifique, notamment des Fidji ou de Papouasie-Nouvelle-Guinée, qui ne lui accordaient pas de reconnaissance diplomatique. Il a fait don de 288 000 euros à des programmes d'aide au développement régional, destinés notamment à l'accès à l'eau, à l'assainissement et à l'hygiène, aux énergies renouvelables, aux évaluations solaires photovoltaïques, à la gestion de la pêche, à l'éducation, et à la formation des jeunes. 
Taïwan a demandé à être reconnu comme partenaire officiel du Forum des îles du Pacifique. Ce statut est actuellement attribué à la république populaire de Chine.

#### Australie
En février 2008, l'Australie aurait « réprimandé Taïwan pour ses efforts renouvelés pour l'indépendance » et « réitéré son soutien à une politique d'une seule Chine ». Les relations entre l'Australie et Taïwan se développent dans des domaines non politiques, notamment une consultation économique bilatérale annuelle. Les deux parties ont également mis en place une consultation conjointe sur l'énergie, les minerais, le commerce et la coopération d'investissement (JEMTIC), ainsi qu'un groupe de travail sur l'agriculture. L'Australie ne s'oppose pas à la participation de Taïwan aux organisations internationales où un consensus a été atteint et les relations entre l'Australie et Taïwan sont régies par des considérations commerciales et non officielles, telles que le Conseil de commerce Australie-Taïwan ainsi que par des contrats dans les domaines de l'éducation, de la science, du sport et des arts,,,. 
Taïwan est officieusement représentée en Australie par le bureau économique et culturel de Taipei à Canberra (qui a des succursales à Sydney, Melbourne et Brisbane), tandis que l'Australie est représentée de la même manière par le bureau australien à Taipei. Taïwan a une filiale officielle cofondée par le gouvernement du Conseil du développement du commerce extérieur de Taïwan à Sydney. Le consulat général d'Australie à Hong Kong est responsable des questions relatives aux visas et à la citoyenneté des demandeurs originaires de Taïwan. Perth est jumelée avec Taipei et Brisbane avec Kaohsiung,. 

#### Fidji
La république de Chine a créé une mission commerciale aux Fidji en 1971. En 1975, la RPC a établi des relations diplomatiques avec les Fidji. Le centre de commerce est devenu la mission commerciale de Taïwan aux Fidji en 1988. En 1996, Taïwan et les Fidji ont signé un communiqué de « reconnaissance mutuelle » et les Fidji ont créé le Bureau de Représentation des Fidji pour le Commerce et le Tourisme en 1997 à Taipei. Le bureau des Fidji a fermé le 10 mai 2017.

#### Kiribati

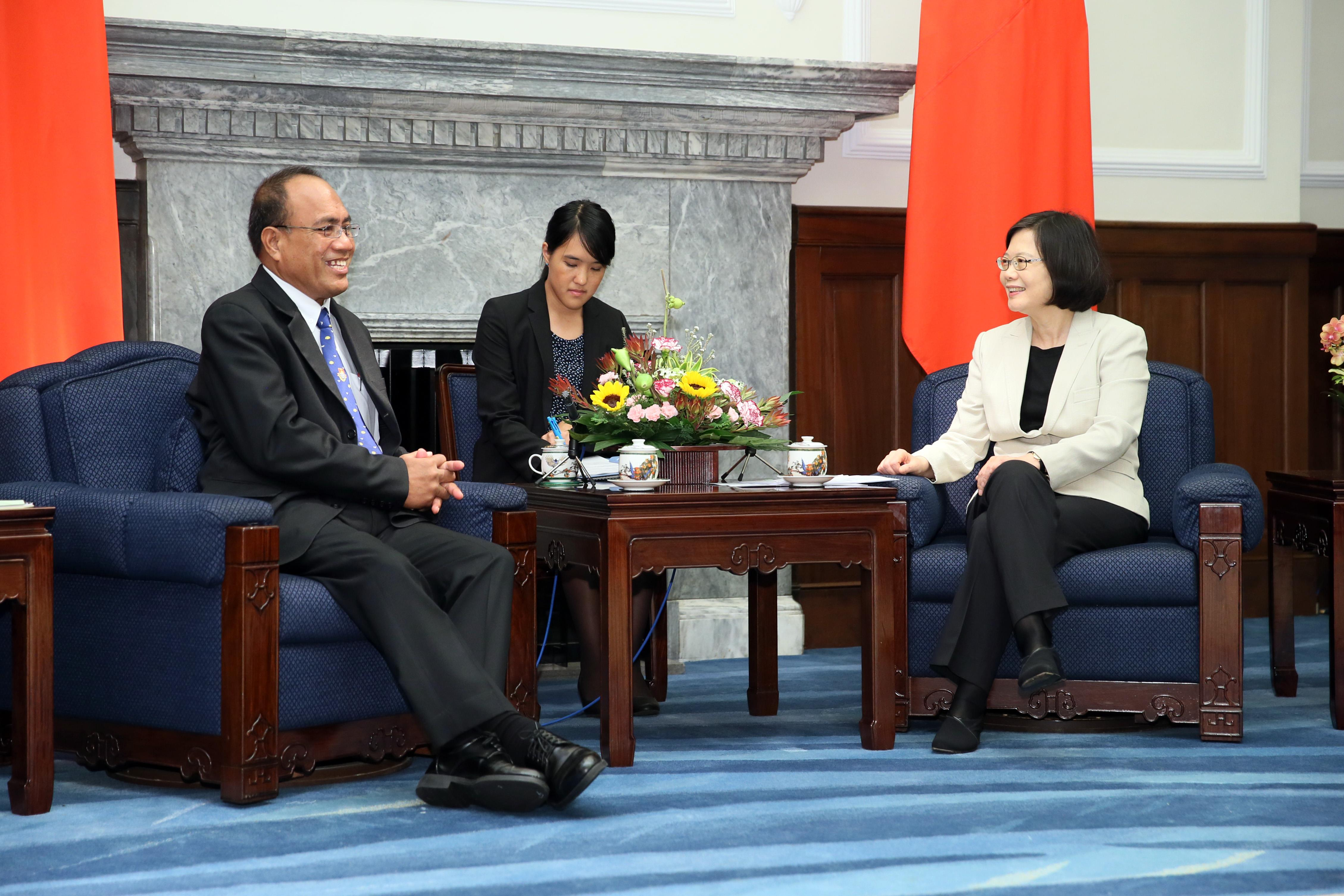
Le président des Kiribati, Taneti Mamau, et la présidente Tsai Ing-wen à Taïwan.

Les Kiribati, sous le gouvernement du président Taneti Mamau, reconnaissent Taïwan. 
Les Kiribati ont d’abord reconnu, après leur indépendance en 1979, la république populaire de Chine de 1980 à 2003. Les relations entre la Chine et Kiribati sont alors devenues une question politique controversée au Kiribati. Le président Teburoro Tito a été renversé par une motion de censure parlementaire en 2003, pour son refus de clarifier les détails d'un bail foncier qui avait permis à Pékin de maintenir une station de suivi de satellite dans le pays depuis 1997, et pour la mise au jour de dons émis par l'ambassadeur chinois Ma Shuxue à destination d'une « société coopérative liée à Tito ». Lors des élections qui ont suivi, Anote Tong a remporté la présidence après avoir « soupçonné que la station était utilisée pour espionner les installations américaines dans le Pacifique ». Tong s'était précédemment engagé à « réviser » le bail. 
En novembre 2003, Tarawa établit des relations diplomatiques avec Taipei et Beijing rompit ses relations avec le pays. Pour la RPC, la présence de la station de suivi de satellite avait rendu les relations avec Kiribati relativement importantes; la station avait notamment été utilisée pour suivre le vol spatial de Yang Liwei. C'est pourquoi pendant trois semaines, la Chine a exigé du président Anote Tong de rompre ses relations avec Taïwan et de réaffirmer son soutien à la politique d'une seule Chine. Ce n'est qu'après ces trois semaines que la RPC a rompu ses relations, perdant ainsi le droit de maintenir sa base de suivi de satellite. Taïwan a commencé à fournir une aide économique à Kiribati, tandis que Kiribati a commencé à soutenir Taïwan aux Nations unies. 
En 2004, le président Tong a déclaré qu'il pensait que la Chine essayait d'influencer son pays. Cela était principalement dû au refus de la Chine de renvoyer tout son personnel de son ambassade fermée. Tong a déclaré que le personnel chinois, qui était resté à Kiribati contre ses vœux, propageait des pamphlets anti-gouvernementaux; il a déclaré au journaliste néo-zélandais Michael Field : « Je suis sûr que si nous faisions la même chose à Pékin, nous serions en prison dans une demi-seconde ». Le frère et principal opposant politique de Tong, Harry Tong, a réagi en accusant Taïwan d'exercer une influence excessive sur Kiribati, notamment sur le clergé. 
En 2008, Taïwan a réglé les factures impayées de Kiribati à Air Pacific, lui permettant ainsi de maintenir ses services entre Tarawa et Kiritimati. 
En novembre 2010, malgré l'absence de relations diplomatiques, la Chine était l'un des quinze pays à participer à la conférence de Tarawa sur le changement climatique et l'un des douze à signer la déclaration d'Ambo sur le changement climatique qui en a résulté.

#### Iles Marshall
Les Îles Marshall reconnaissent la république de Chine et ont une ambassade à Taipei. Le magazine Islands Business indique que le président Litokwa Tomeing, élu en janvier 2008, pourrait se tourner plutôt vers la république populaire de Chine. Toutefois, Tomeing a exprimé son soutien continu aux relations avec Taïwan et a rencontré la vice-présidente taïwanaise, Annette Lu, lors de sa visite aux Îles Marshall le 29 janvier 2008. 

#### Nauru

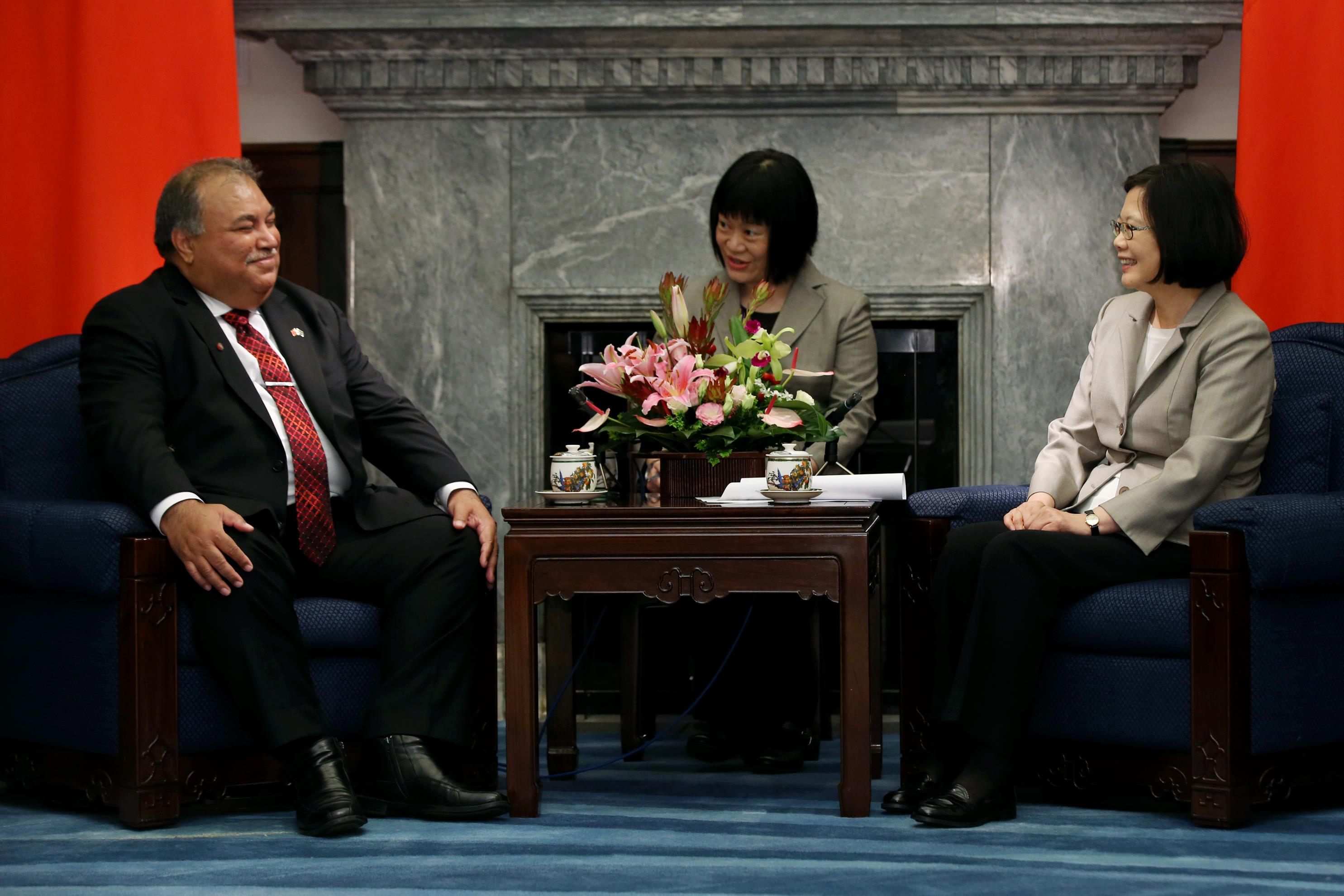
Le président de Nauru, Baron Waqa, et la présidente Tsai Ing-wen à Taïwan.

Nauru, sous la présidence de Baron Waqa, a reconnu Taïwan. 
En 1980, Nauru a établi des relations officielles avec le COR. En 2002, toutefois, le gouvernement de René Harris a établi des relations avec la république populaire de Chine et a adopté la politique d'une seule Chine. En conséquence, Taïwan a rompu ses relations avec Nauru et a accusé la république populaire de Chine d'avoir acheté l'allégeance de Nauru avec une aide financière de plus de 90 millions d'euros. 
En 2003, Nauru a fermé sa nouvelle ambassade à Pékin. Deux ans plus tard, le président taïwanais Chen a rencontré le président nauruan, Ludwig Scotty, aux Îles Marshall. En mai 2005, Taïwan et Nauru ont rétabli leurs relations diplomatiques et ouvert des ambassades l'un chez l'autre. La RPC a par conséquent rompu ses relations avec Nauru. 
Taïwan est l'un des deux principaux fournisseurs d'aide économique de Nauru (avec l'Australie). En retour, Nauru utilise son siège aux Nations unies pour soutenir la proposition d'admission de Taïwan. Taïwan fournit une assistance médicale régulière à Nauru, envoyant des médecins spécialisés dans le seul hôpital du pays. 
En 2007, Scotty a été réélu, alors que sa campagne électorale avait été financée par Taïwan. Les opposants de Scotty ont affirmé que Taïwan voulait s'assurer qu'un gouvernement pro-taïwanais resterait au pouvoir. Scotty a été remplacé par Marcus Stephen en décembre 2007. Après l'élection de Stephen, le président Chen lui a téléphoné pour le féliciter, l'assurer de la poursuite de l'aide fournie par Taïwan à Nauru, lui demander de continuer à le soutenir, et l'inviter à se rendre à Taïwan. 
Nauru reste le centre de la concurrence diplomatique entre Pékin et Taipei. En 2006, selon le New Statesman, le président Scotty « aurait été abordé par une horde d'officiels chinois hurlants qui auraient tenté de le traîner dans un avion à destination de Pékin alors qu'il se dirigeait vers Taipei ». 
En 2008, Nauru a co-proposé une demande aux Nations unies, pour que l'Assemblée générale des Nations unies envisage de permettre « la participation de Taïwan aux activités des agences spécialisées des Nations Unies ». La demande a été rejetée. 
WikiLeaks a révélé en 2011 que Taïwan versait une « allocation mensuelle » aux ministres du gouvernement nauruan en échange de leur soutien continu, ainsi qu'une somme moindre aux autres membres du Parlement, en tant que « financement de projet nécessitant une comptabilité minimale ». Dans son article, le Brisbane Times a écrit : « Un député aurait utilisé ses versements taïwanais pour acheter un petit-déjeuner quotidien pour tous les écoliers de son district, tandis que d'autres se satisfaisaient d'empocher l'argent ». Un « ancien diplomate australien connaissant parfaitement la politique à Nauru » a déclaré que le président nauruan, Marcus Stephen, le ministre des Affaires étrangères Kieren Keke et l'ancien président Ludwig Scotty, entre autres, avaient tous accepté un financement de Taïwan. Des fuites ont révélé que « des agents [du gouvernement chinois] avaient également cherché à influencer les élections à Nauru par des paiements en espèces aux électeurs, avec au moins 40 000 dollars distribués en une fois en 2007 ». 
WikiLeaks a également révélé que l'Australie avait, à un moment donné, « poussé » Nauru à rompre ses relations avec Taïwan et à établir des relations avec la RPC. À l'époque, le président Scotty aurait résisté au motif que cela « n'était pas les affaires de l'Australie ». 
Fin 2011, Taïwan a « doublé son aide à la santé » à Nauru, fournissant notamment une équipe médicale résidente nommée pour cinq ans. 
En 2018, une dispute diplomatique entre la république populaire de Chine et Nauru s'est produite au Forum des îles du Pacifique : la douane nauruane ne tamponnait les visas d'entrée que sur les passeports personnels et non sur les passeports diplomatiques des diplomates de RPC.
Le 15 janvier 2024, Nauru annonce rompre ses relations diplomatiques.

#### Nouvelle-Zélande
Le 10 juillet 2013, la Nouvelle-Zélande et la république de Chine ont signé un accord de coopération économique bilatéral,. 

#### Palaos

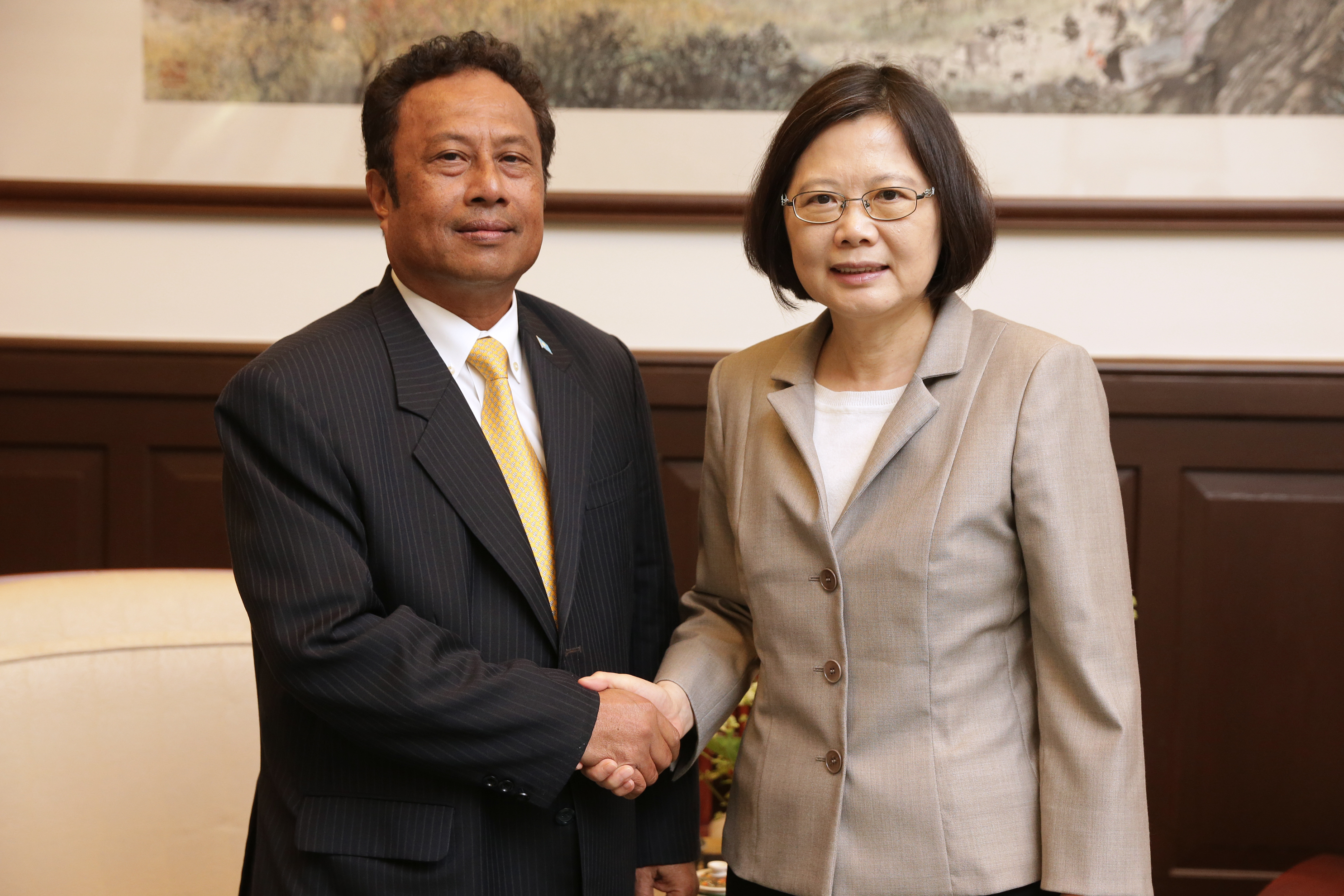
Le président des Palaos, Tommy Remengesau, et la présidente Tsai Ing-wen à Taïwan.

Les Palaos reconnaissent Taïwan et sont l'un des rares pays à avoir une ambassade à Taipei. Les relations diplomatiques ont débuté en 1999, cinq ans après l'indépendance des Palaos. Taïwan dispose d'une ambassade à Koror, et offre des bourses aux étudiants paluans, ainsi que des ordinateurs aux écoles paluanes. En 2008, Mario Katosang, ministre de l'Éducation des Palaos, a déclaré: 

« Voyager de Chine continentale à Palau est illégal »

,.

#### Papouasie-Nouvelle-Guinée
La Papouasie reconnaît la république populaire de Chine. En 2005, la Papouasie-Nouvelle-Guinée et les Fidji ont soutenu la demande de Taïwan de devenir membre de l'Organisation mondiale de la santé. 

#### îles Salomon
Les Îles Salomon reconnaissent la république de Chine et ont une ambassade à Taipei. Les deux pays ont établi des relations diplomatiques le 23 mai 1983. Un consulat général de Taïwan à Honiara a été transformé en ambassade deux ans plus tard. De 2011 à 2014, l'ambassadeur des Îles Salomon à Taïwan est Laurie Chan, ressortissant des Îles Salomon d'ascendance chinoise, et ancien ministre des Affaires étrangères des Îles Salomon qui a soutenu les relations suivies de son pays avec Taïwan. 
Malgré l'absence de reconnaissance diplomatique, les Îles Salomon commercent plus avec la RPC qu'avec Taïwan. En 2009, plus de la moitié des exportations du pays ont été destinées à la RPC et les Îles Salomon ont enregistré un excédent commercial de 161 millions de dollars australiens dans leurs relations commerciales avec la Chine. En 2010, ce surplus a atteint un record de 258 dollars australiens. 
En 2006, le quartier chinois d'Honiara a subi des dommages considérables, pillé et incendié par des émeutiers, à la suite d'un résultat électoral contesté. Des hommes d'affaires d'origine chinoise auraient soudoyé des membres du Parlement des Îles Salomon. Joses Tuhanuku, président du parti travailliste des Îles Salomon, a déclaré que les élections « ont été corrompues par Taïwan et les entreprises appartenant aux Salomoniens d'origine chinoise ». De nombreux Chinois des îles Salomon ont quitté le pays. 
Après que le Premier ministre pro-taïwanais Manasseh Sogavare ait été évincé par une motion de censure en décembre 2007 et remplacé par Derek Sikua, le président taïwanais Chen a téléphoné au Premier ministre Sikua, lui offrant ses félicitations et l'aide continue de Taïwan, et a demandé au gouvernement de continuer à le soutenir diplomatiquement. Chen a également invité Sikua à se rendre à Taïwan ce qu'il a fait en mars 2008. Sikua a été accueilli avec les honneurs militaires par Chen, qui a déclaré : « Taïwan est le plus fidèle allié des Îles Salomon. [...] Taïwan n'abandonnera jamais le peuple ou le gouvernement des Îles Salomon ». Les Îles Salomon ont continué à reconnaître Taïwan sous la présidence de Sikua. 
Plus tard le même mois, le président taïwanais Ma a rencontré l'ancien ministre des Affaires étrangères australien, Alexander Downer, et aurait promis de mettre fin à la « diplomatie du carnet de chèques » aux Salomon. Cela a conduit Downer à commenter : « Sous le régime de Chen Shui-bian, il y a eu beaucoup de diplomatie du carnet de chèques aux Îles Salomon. Je suis donc ravi d'apprendre que cela se termine ». Sikua, cependant, a critiqué Downer pour son ingérence dans les relations entre Honiara et Taipei. Sa déclaration a été soutenue par la presse Salomonaise,. Le gouvernement taïwanais a ensuite précisé que les programmes de coopération et de développement étaient une obligation et une responsabilité pour toute nation avancée, et ne pouvaient être décrits comme de la « diplomatie du carnet de chèques », et affirmé que Downer avait déformé les propos du président Ma. 
En juillet, il a été annoncé que les médecins taïwanais fourniraient des soins médicaux gratuits aux villageois des Îles Salomon et que les travailleurs non qualifiés des Îles Salomon auraient accès au marché du travail taïwanais. À la même époque, Taïwan finançait des projets de développement rural aux Îles Salomon. Taïwan s'est également engagé à fournir 10 millions de dollars des Salomon aux Îles Salomon en 2009 et 2010, pour permettre au gouvernement de rendre gratuits l'enseignement primaire et secondaire.

#### Tuvalu
Tuvalu reconnaît la république de Chine. Taïwan dispose de la seule ambassade étrangère à Tuvalu, à Funafuti. 
Tuvalu soutient la candidature d'adhésion de Taïwan à l'ONU et Taïwan lui a fourni des missions médicales mobiles. 
En 2006, Taïwan a réagi à des informations selon lesquelles la RPC tentait d'éloigner les Tuvalu du pays. Taïwan a par conséquent renforcé ses relations diplomatiques faiblissantes avec Tuvalu. 

#### Vanuatu
Vanuatu reconnaît la république populaire de Chine. En novembre 2004, le Premier ministre Serge Vohor a brièvement établi des relations diplomatiques avec Taïwan avant de se faire renverser pour cette raison par une motion de censure,. 

### Europe et Union européenne
La Macédoine du Nord a reconnu Taïwan en 1999, mais a changé de position en 2001 après que la RPC lui ait imposé des sanctions économiques et usé (fait rare) d'un veto au Conseil de sécurité des Nations unies pour bloquer les efforts de maintien de la paix.
L'Union européenne entretient des relations non officielles avec Taïwan par l'intermédiaire du Bureau économique et commercial européen (en), ouvert le 10 mars 2003, Taipei est l'un des principaux partenaires commerciaux de l'Association européenne de libre-échange et un partenaire commercial de la zone euro. L'UE est la principale provenance d'investissements étrangers directs à Taïwan,. Les détenteurs de passeport taïwanais n'ont pas besoin de visa pour se rendre dans l'espace Schengen, tandis que Taïwan a supprimé les visas pour les citoyens de cet espace,. Les relations UE-Taïwan ont été débattues au Parlement européen. Seize États membres de l'UE ont établi des bureaux à Taipei, ainsi que des bureaux fonctionnels. Le bureau de représentation de Taipei dans l'UE et en Belgique est la représentation diplomatique non officielle de Taïwan dans l'UE. Les relations du Royaume-Uni avec Taïwan sont conduites de manière non officielle par le biais du British Office et du British Council à Taipei. Le « Taipei chinois » est membre observateur, de l'OCDE, dont le siège est à Paris, en France. La Commission de formation et de protection de la fonction publique de Taïwan et l'Institut de formation de l'administration fédérale belge ont signé le 7 novembre 2014 un accord sur la participation de fonctionnaires à des ateliers, mettant en avant le leadership, l'innovation et la gestion des conflits, ainsi que les stratégies de compétitivité mondiale, à Bruxelles,. L'UE refuse d'accorder le statut d'économie de marché à la Chine continentale
En novembre 2021, la Lituanie autorise l’ouverture d’un bureau de représentation de Taïwan à Vilnius, déclenchant la colère de Pékin, qui rappelle son ambassadeur de l'État balte. La Chine met en place des sanctions économiques contre la Lituanie et en réponse, Taïwan crée un fonds d'investissement abondé à hauteur de 200 millions de dollars ainsi qu'un fonds de crédit d'un milliard de dollars à destination de l'économie lituanienne.

## Organisations internationales

Drapeau du Taipei chinois aux Jeux olympiques.

Sous la pression de la république populaire de Chine, Taïwan a été exclu ou rétrogradé de nombreuses organisations internationales. Dans d'autres cas, Taïwan peut conserver une participation entière en raison de l'utilisation de noms tels que « Taipei chinois » ou « Taïwan, Chine. » Taïwan ne peut participer à l'UNESCO à cause de la Chine, bien que sa demande d'adhésion soit appuyée par le Swaziland, Kiribati, les Îles Marshall, Palau, les Îles Salomon, Tuvalu, Haïti, Saint-Kitts-et-Nevis, Sainte-Lucie, Saint-Vincent-et-les Grenadines, le Belize, le Salvador, le Guatemala, le Honduras, le Nicaragua et le Paraguay. 

## Traités internationaux
Taïwan est signataire de grands traités internationaux, notamment : 
- L'article 33[284],[285] de la Charte des Nations unies.
- Traité de commerce et de navigation avec les États-Unis[113].
- Convention du Mètre (associé en tant que « Taipei chinois »)[286]
- Accords de libre-échange avec le Guatemala, le Salvador, le Honduras, le Nicaragua, la Nouvelle-Zélande et Singapour
- Accord-cadre de coopération économique avec la république populaire de Chine (signé entre la Straits Exchange Foundation et l'Association pour les relations autour du détroit de Taïwan - pour la RDC et la république populaire de Chine, respectivement)[287] portant sur les vols directs[288] et sur l'amélioration des relations entre la Chine continentale et Taïwan. Le bureau économique et culturel de Taipei[289] été officiellement lancé à Hong Kong et le bureau économique, commercial et culturel de Hong Kong[290] été ouvert à Taïwan.

## Différends territoriaux
Taïwan revendique des îles dans la mer de Chine méridionale au même titre que ses revendications sur le territoire historique de la Chine. Cependant, contrairement à ses revendications sur le continent, Taïwan défend activement certaines de ses revendications sur ces îles. [réf. nécessaire] Celles-ci incluent toutes les îles Spratleys, les îles Paracels, le banc Macclesfield et le récif de Scarborough. Ces îles sont administrées par un certain nombre de pays riverains de la mer de Chine méridionale. Taïwan revendique également les îles Senkaku, administrées par le Japon. 
La RPC, à son tour, s'affirme comme l'unique gouvernement légitime de la Chine et revendique tous les territoires administrés par la république de Chine. 

## Transports et communications

### Liaisons aériennes

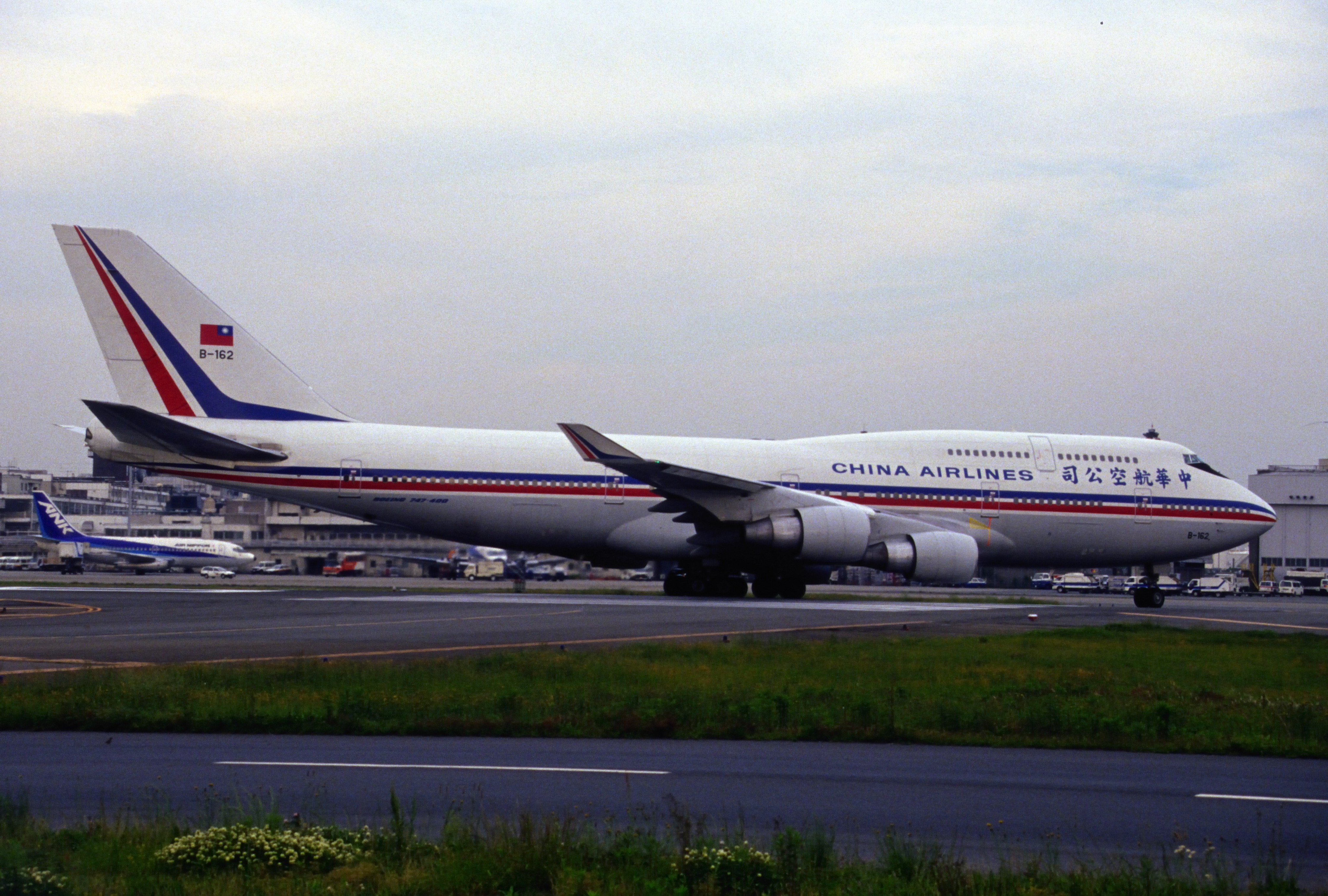
Un Boeing 747-400 de China Airlines en livrée ancienne portant le drapeau de Taïwan.

La dispute sur le statut de Taïwan affecte les liaisons aériennes de l'île avec le monde extérieur, notamment l'Europe, l'Amérique du Nord et l'Australie. 
Pendant de nombreuses années, Mandarin Airlines, une filiale de la compagnie aérienne nationale taïwanaise, China Airlines (CAL), desservait de nombreuses destinations internationales, ce que China Airlines ne faisait pas pour des raisons politiques. Cependant, en 1995, China Airlines a supprimé les couleurs nationales de sa livrée et vole désormais vers des destinations internationales sous son propre nom. De même, les compagnies aériennes nationales ont créé de la même manière des filiales spéciales pour desservir Taipei, sous un nom différent, et arborant des couleurs différentes des symboles nationaux. 
Japan Airlines a créé une filiale, Japan Asia Airways, pour exploiter des vols vers Tokyo. Avant l'achèvement de la deuxième piste du nouvel aéroport international de Tokyo (aujourd'hui l'aéroport international de Narita), les compagnies aériennes originaires de Taïwan devaient se rendre à l'aéroport international de Tokyo (plus communément appelé aéroport d'Haneda) à Ōta, pour ne pas froisser les compagnies aériennes de la RPC atterrissaient à Narita. All Nippon Airways utilisait une filiale existante, Air Nippon. Avec la mise en œuvre d'un nouvel accord aérien entre le Japon et Taïwan, Japan Airlines et Air Nippon ont repris les opérations aériennes entre le Japon et Taïwan en avril 2008,
À partir de juillet, les vols charters entre la Chine continentale et Taïwan, qui n'étaient traditionnellement autorisés que pour des vacances spéciales comme le Nouvel An chinois, ont été considérablement développés. 

### Télécommunications
Les indicatifs internationaux sont attribués par l'Union internationale des télécommunications (UIT) à ses États membres et à leurs dépendances. Cependant, Taïwan n'étant pas un État membre de l'UIT, le code +886 lui a été attribué de manière non officielle. L'UIT l'a classé comme « réservé » jusqu'en 2006. Cependant, cette année-là, il a officiellement été attribué à « Taïwan, Chine ». Jusqu'à la fin des années 1970, Taïwan utilisait le code 866, mais celui-ci a été réaffecté à la RPC à la suite de son adhésion officielle à l'UIT, ce qui a obligé Taïwan à utiliser un autre code pour les pays souhaitant conserver des connexions directes. 
Les codes dans la plage de numéros +866 sont attribués à des villes de Chine continentale; par exemple, l'indicatif régional pour Yangjiang est 0662. Les appels de la Chine continentale à Taïwan utilisent le préfixe international 00886. 